# 健明邨

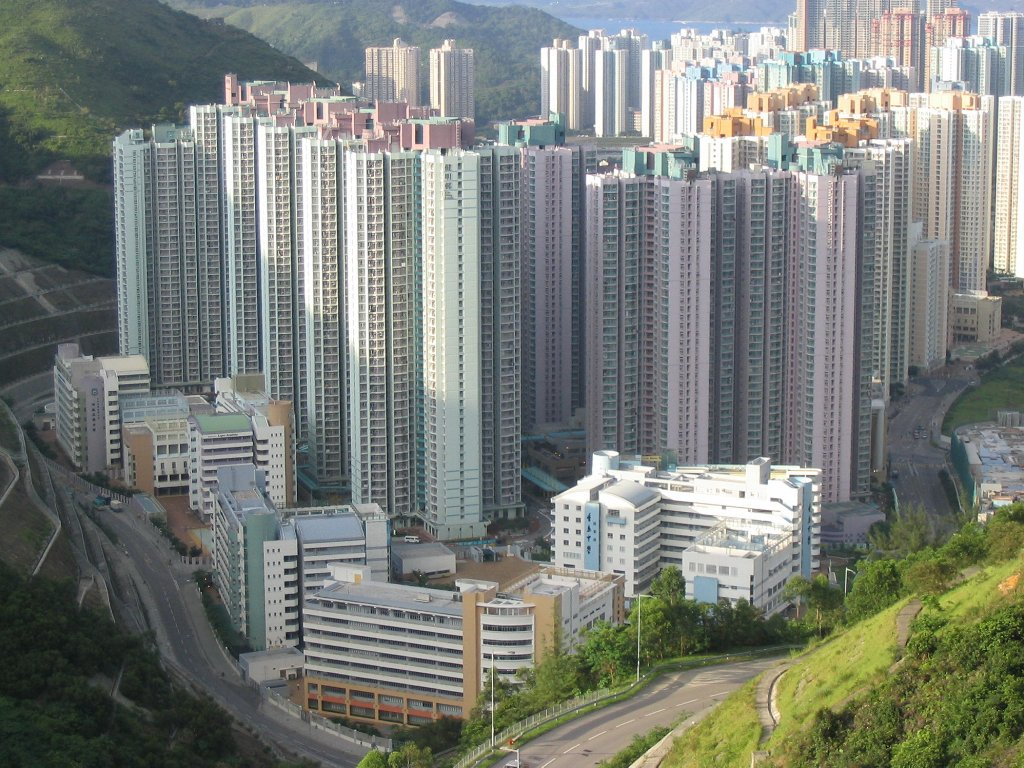
2005年的健明邨

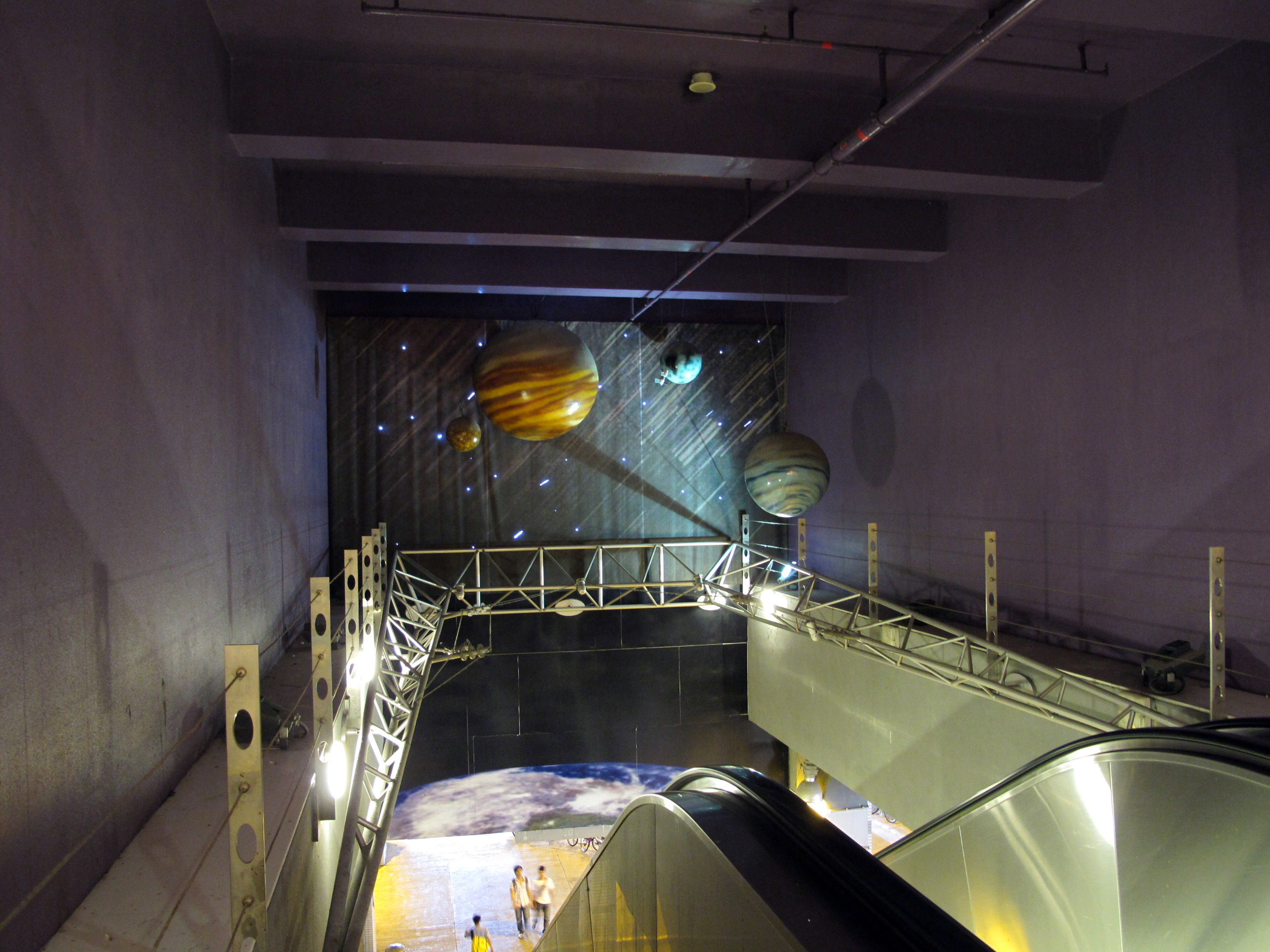
往巴士站的扶手電梯外牆原本以太空為主題，可惜近年已經被拆卸

健明邨（英語：Kin Ming Estate）是香港的一個公共屋邨，項目編號為TK09NR，位於新界將軍澳第73A區調景嶺，於2000年8月動工，於2003年2月落成入伙，現由宜居物業管理有限公司負責屋邨管理。商場及停車場部份則交由領展負責管理。
屋邨由房屋署高級建築師岑苑樺及建築師郭君儀為首及其團隊共同設計，以宇宙為主題，部份樓宇的樓層指示牌、旗幟、屋邨指南、甚至連遊樂場內的垃圾桶、帳幕、地板等設施亦以宇宙恒星為概念而設計。

## 歷史
1996年，政府為發展將軍澳新市鎮、決定清拆調景嶺寮屋區等建築、並進行爆破工程及填海。隨後興建了將軍澳線調景嶺站、彩明苑、健明邨、都會駅等。
健明邨原本是集租住屋邨、可租可買計劃及居者有其屋於一身的綜合發展，當時名為「健明苑」，屋邨內命名為「健◯閣」的樓宇，除了健晴閣屬可租可買計劃之外、絕大部分為租住屋邨，其中健采閣是長者住屋大廈；命名為「明◯閣」的樓宇則在居者有其屋計劃出售。
然而，政府在2002年宣告停售居屋後，房委會於同年將所有樓宇改為公屋出租，並改稱為健明邨，樓宇名稱大多直接將「閣」字改為「樓」字，惟「健風閣」改為健曦樓；「健采閣」名字則用於藝術鐘樓中的命名，但由「健」改為「建」。

## 屋邨資料
健明邨共分為4期發展，分期詳見下列樓宇列表。
第3期和第4期的地基工程由金門建築負責進行。邨內本來設有一座長者住屋，名為健采閣，並劃作第一期發展，但後來取消興建；雖然其名字延續到屋邨內鐘樓，但改名為「建采樓」，詳見#藝術鐘樓 - 建采樓。
值得一提，由於本邨興建期間政府宣布停建居屋，令本邨所有大廈一律改作公屋出租；原本用作提供三房居屋大型單位的樓宇需於興建期間臨時改為興建1/2人單位、以提高小型單位供應，因此部份大廈近電梯大堂的三房單位由10樓起分拆為1/2人單位及一房單位（10樓以下則保留為三房大型單位）；此等大廈包括明宇樓、明宙樓、明星樓及明域樓。另外，健華樓、健晴樓、健曦樓、明宇樓及明日樓各座大廈其中一翼天台末端裝有一塊鑲有邨徽的帆形金屬裝飾，與長宏邨第二期為全港唯一一批設有天台裝飾的標準新和諧式大廈，亦為很少數將邨名置於天台水缸外牆的公屋大廈。

### 樓宇
| 樓宇名稱（座數）      | 門牌號碼   | 樓宇類型                      | 落成年份 | 樓宇層數 （住宅層數） | 每層伙數                                      | 每座單位總數（伙） | 建築師                                            | 承建商   | 提供升降機的廠商  | 期數 | 原定名稱     |
| --------------------- | ---------- | ----------------------------- | -------- | --------------------- | --------------------------------------------- | ------------------ | ------------------------------------------------- | -------- | ----------------- | ---- | ------------ |
| 健華樓（第1座）       | 嶺光街7號  | 新和諧一型第七款              | 2003年   | 41（40）              | 20（1-18，20-40樓） 19（19樓）                | 799                | 房屋署高級建築師岑苑樺、 建築師郭君儀為首及其團隊 | 新福港   | 迅達 700 VVVF     | 1    | 健明苑健華閣 |
| 健暉樓（第1A座）      | 嶺光街9號  | 新和諧附翼大廈五型第一款      | 2003年   | 36（35）              | 11                                            | 385                | 房屋署高級建築師岑苑樺、 建築師郭君儀為首及其團隊 | 新福港   | 迅達 700 VVVF     | 1    | 健明苑健暉閣 |
| 健晴樓（第2座）       | 嶺光街15號 | 新和諧一型第七款              | 2003年   | 41（40）              | 20（1-18，20-40樓） 19（19樓）                | 799                | 房屋署高級建築師岑苑樺、 建築師郭君儀為首及其團隊 | 有利建築 | 富士達 AC-GL VVVF | 2    | 健明苑健晴閣 |
| 健曦樓（第3座）       | 嶺光街17號 | 新和諧一型第七款              | 2003年   | 41（40）              | 20（1-18，20-40樓） 19（19樓）                | 799                | 房屋署高級建築師岑苑樺、 建築師郭君儀為首及其團隊 | 有利建築 | 富士達 AC-GL VVVF | 2    | 健明苑健風閣 |
| 明宇樓（第4座／A座）  | 勤學里3號  | 新和諧一型第五款 （特別設計） | 2003年   | 41（40）              | 16（1-9樓） 20（10-18樓，20-40樓） 19（19樓） | 763                | 房屋署高級建築師岑苑樺、 建築師郭君儀為首及其團隊 | 保華建業 | 日立 HVF VVVF     | 3    | 健明苑明宇閣 |
| 明宙樓（第5座／B座）  | 勤學里5號  | 新和諧一型第五款 （特別設計） | 2003年   | 41（40）              | 16（1-9樓） 20（10-18樓，20-40樓） 19（19樓） | 763                | 房屋署高級建築師岑苑樺、 建築師郭君儀為首及其團隊 | 保華建業 | 日立 HVF VVVF     | 3    | 健明苑明宙閣 |
| 明星樓（第6座／C座）  | 勤學里7號  | 新和諧一型第五款 （特別設計） | 2003年   | 41（40）              | 16（1-9樓） 20（10-18樓，20-40樓） 19（19樓） | 763                | 房屋署高級建築師岑苑樺、 建築師郭君儀為首及其團隊 | 新昌營造 | 日立 HVF VVVF     | 4    | 健明苑明星閣 |
| 明域樓（第7座／D座）  | 勤學里9號  | 新和諧一型第五款 （特別設計） | 2003年   | 41（40）              | 16（1-9樓） 20（10-18樓，20-40樓） 19（19樓） | 763                | 房屋署高級建築師岑苑樺、 建築師郭君儀為首及其團隊 | 新昌營造 | 日立 HVF VVVF     | 4    | 健明苑明域閣 |
| 明日樓（第8座／E座）  | 勤學里10號 | 新和諧一型第七款              | 2003年   | 41（40）              | 20（1-18，20-40樓） 19（19樓）                | 799                | 房屋署高級建築師岑苑樺、 建築師郭君儀為首及其團隊 | 新昌營造 | 日立 HVF VVVF     | 4    | 健明苑明日閣 |
| 明月樓（第8A座／F座） | 勤學里12號 | 新和諧附翼大廈五型第二款      | 2003年   | 36（35）              | 11                                            | 385                | 房屋署高級建築師岑苑樺、 建築師郭君儀為首及其團隊 | 新昌營造 | 日立 HVF VVVF     | 4    | 健明苑明月閣 |

（註：上述座號是以房屋署Estate Property的記錄及房屋署圖則查閱網為依歸）
1. 1 2 3  設有供1-2人住戶入住的「劏房」；加建劏房前為新和諧一型第一款
2. 1 2 3 4  10樓及以上設有供1-2人住戶入住的「劏房」，10樓以下則保留3睡房單位

### 邨內設施與藝術裝置

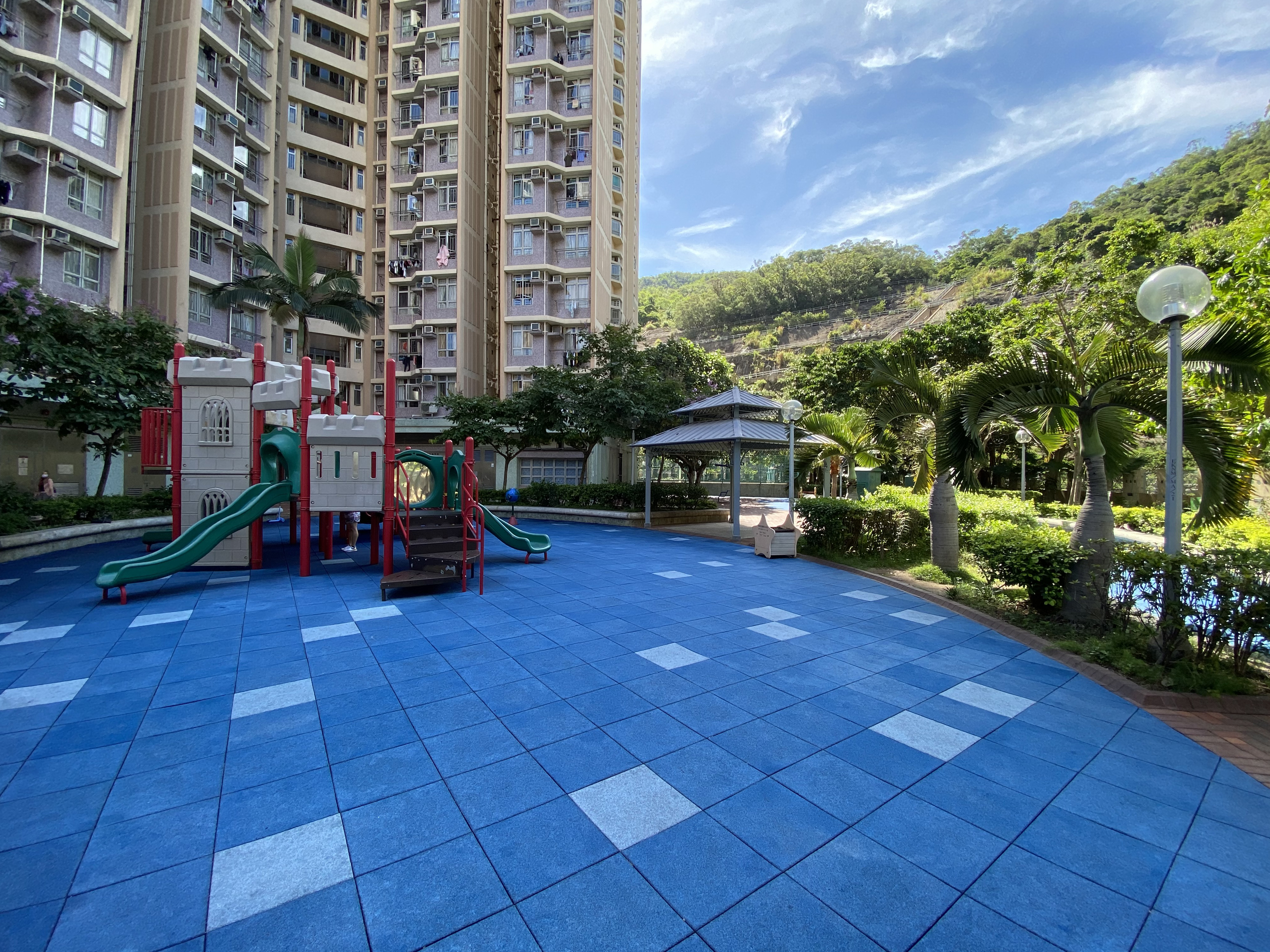
明日樓對出的兒童遊樂場

邨內設有兒童遊樂場、籃球場、羽毛球場、休憩區和多層停車場。而彩明商場6樓設有健彩社區會堂。另外，邨內亦設置了不少藝術裝置，以記錄及回顧調景嶺重建前的境況；所有裝置由房屋署建築師岑苑樺及其團隊共同設計、而建築師郭君儀則負責監督石浮雕的設計及建造工程。

#### 藝術鐘樓 - 建采樓

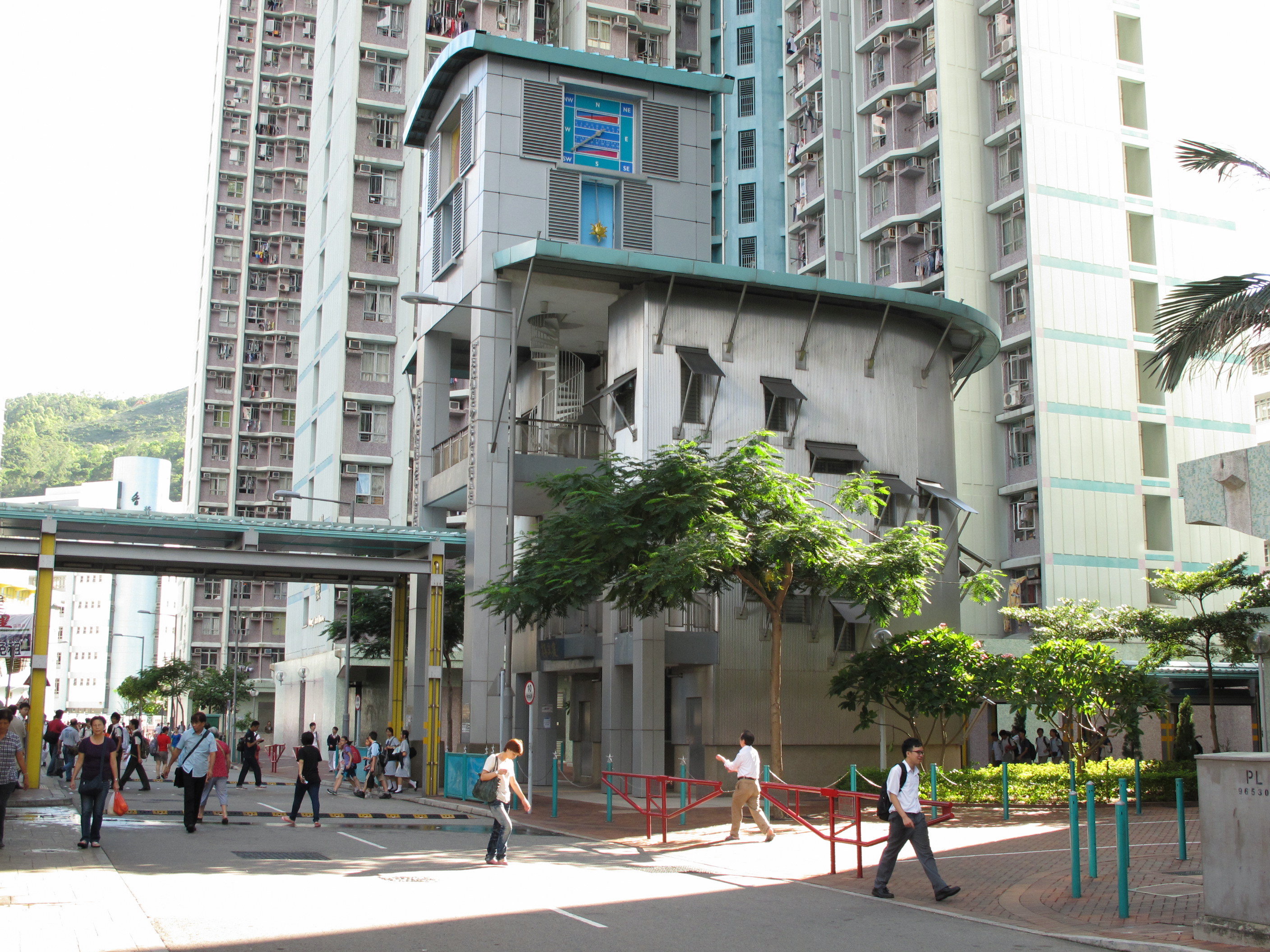
屋邨內建有一個四面鐘樓

屋邨內建有一個四面鐘樓，鐘樓可以顯示時間、方向、濕度及日照（有兩面皆為時鐘），位於明宙樓及明星樓之間。
此鐘樓命名為「建采樓」、高度約8層樓、建造費大約500萬元、外牆以不銹鋼仿造鋅鐵皮為物料（據稱是參照昔日調景嶺山上寮屋區的鐵皮屋）。鐘樓頂部的四面分別代表太陽、月亮、星星和白雲；鐘樓內時鐘曾經會在每小時播出一段音樂，唯現時已停止播放；另外鐘樓地面嵌置了一張巨型拼貼相片、內容為調景嶺寮屋區清拆前所拍攝的人文風景相片。
鐘樓正面兩旁設有一對對聯，由香港著名書法家林悅恒先生於2003年（癸未年）撰寫，對聯內容為：「『弓矢旣調左右如一 ，合力天南織美景』（右旁）『嶺嶠已拔山河有序，全心海角建桃源』」（左旁），寓意為對健明邨未來的祝願和期望。

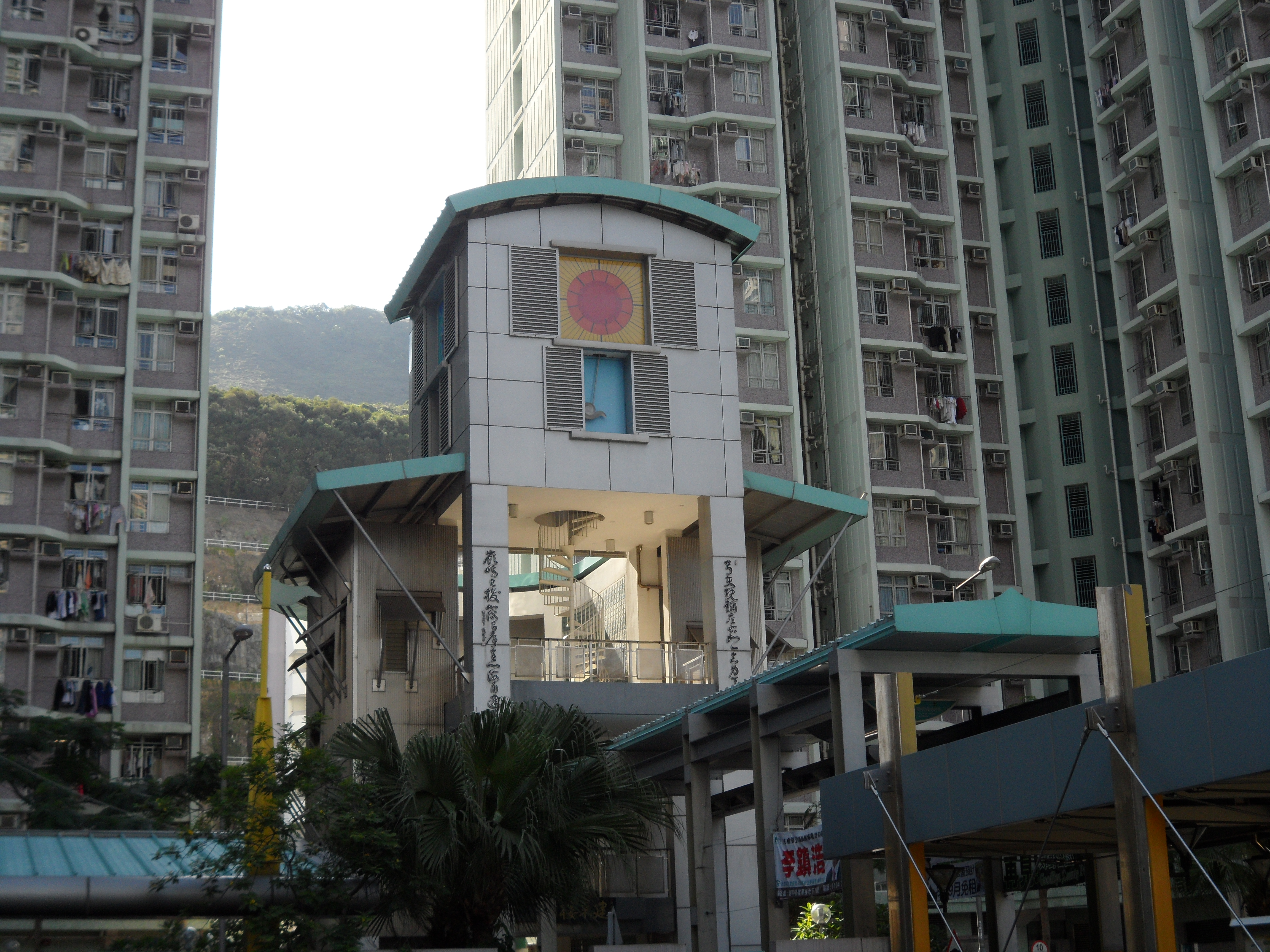
日照儀
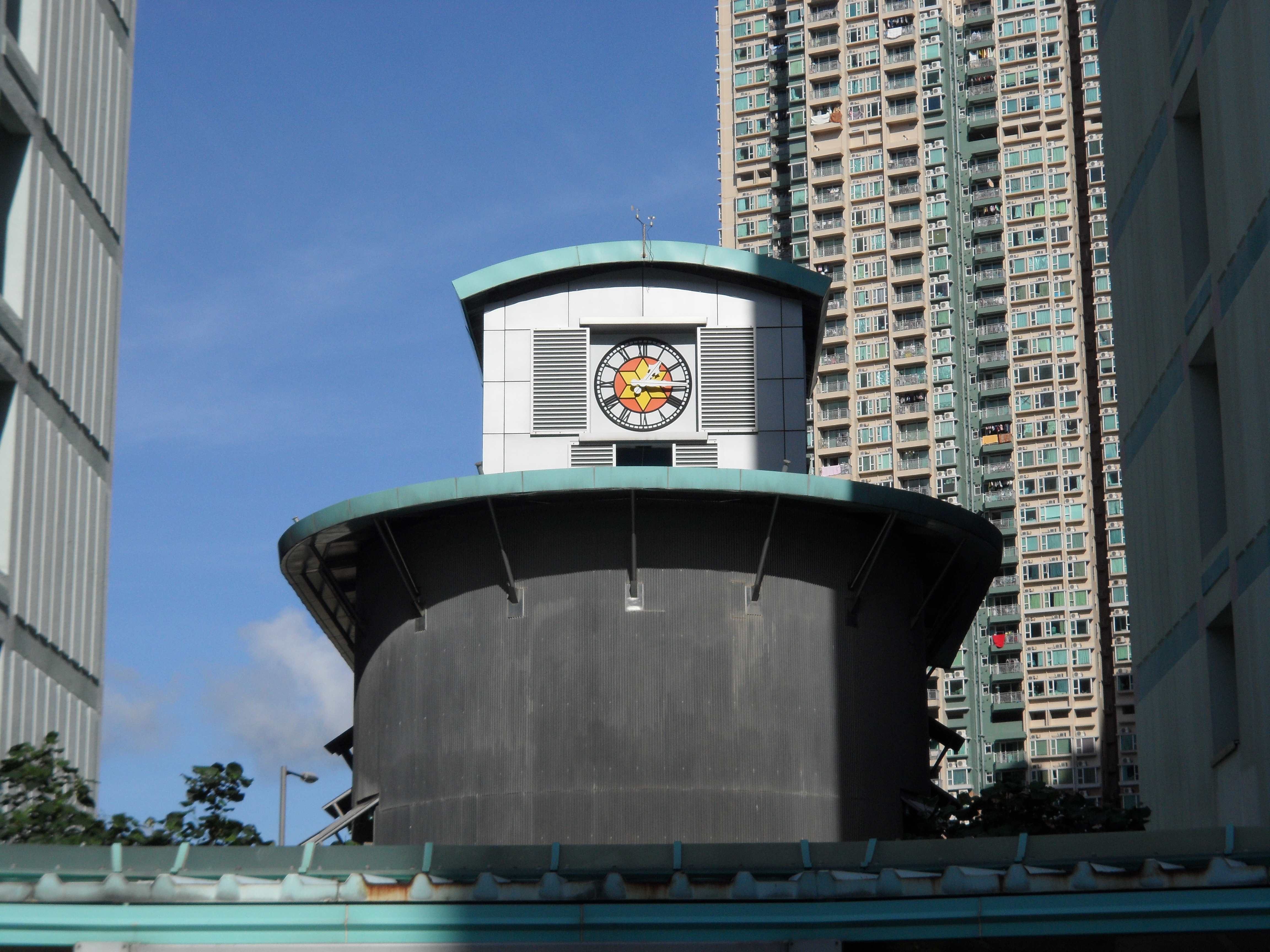
時鐘
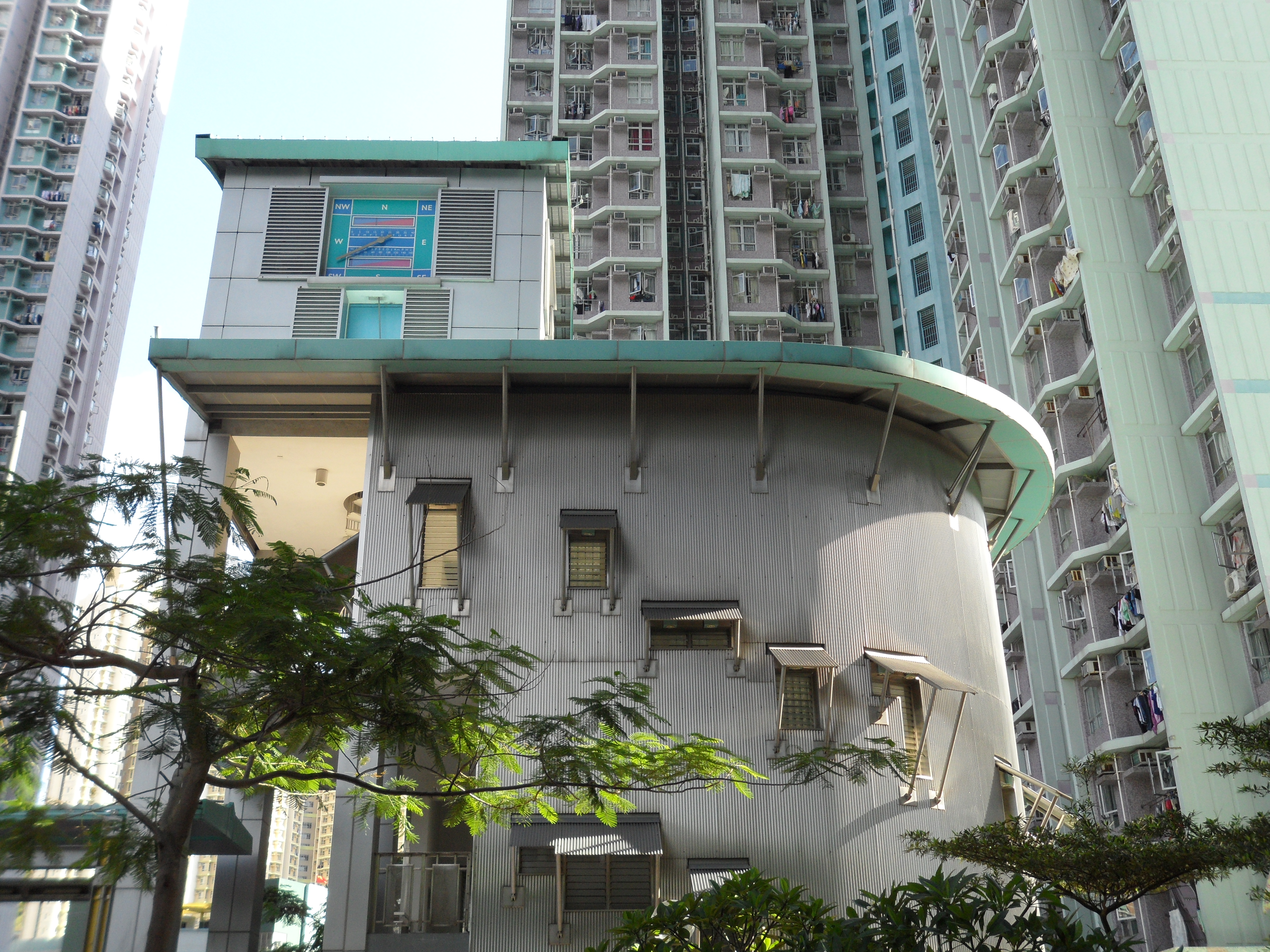
顯示風向
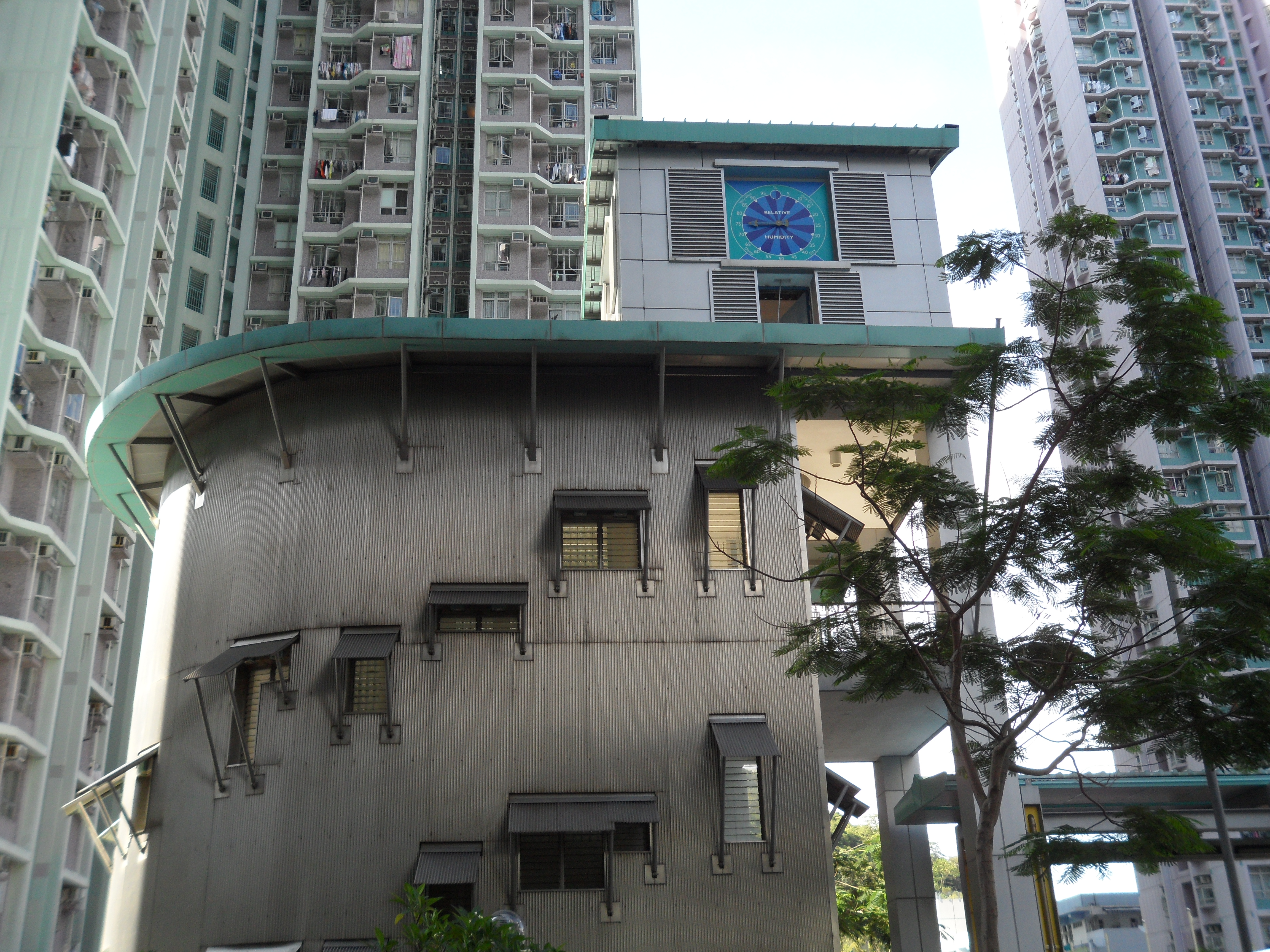
顯示濕度

#### 水飾園

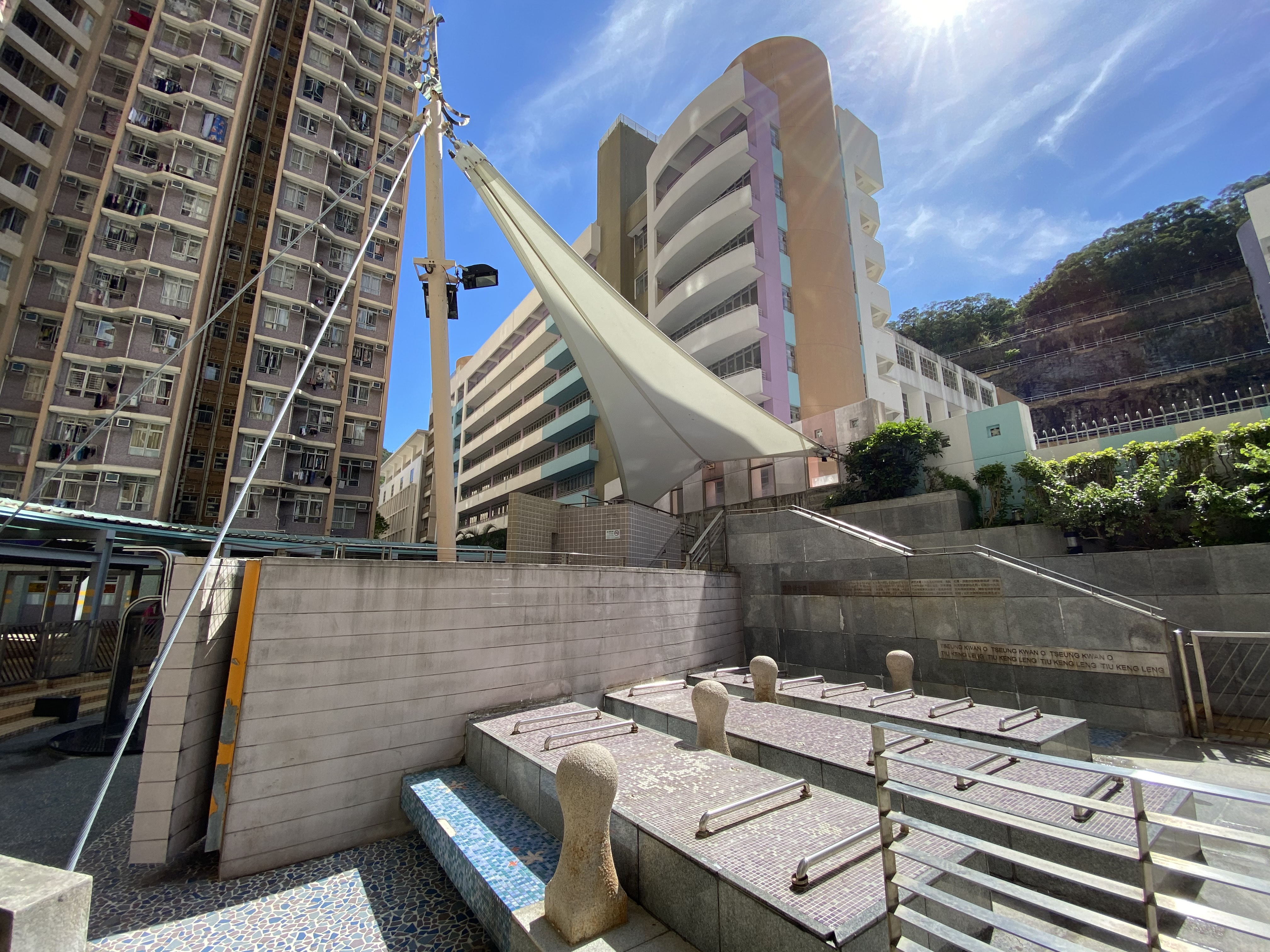
明星樓與明宙樓之間的空間名為「水飾園」，不過水景一直乾塘

明星樓與明宙樓之間的空間名為「水飾園」，擺放了來自於1999年拆卸的調景嶺碼頭四個石躉外，牆上有一段以「調景嶺今昔」為題的內容、介紹調景嶺名稱的由來以及四個石躉的背景，唯擺放位置遠離屋邨主要出入口，亦沒有任何清晰標記或指示，故不為人所知。而水景亦已乾塘、所以現今不再使用。

#### 石浮雕
位於屋邨外護土牆設有一幅約11米高的石浮雕、名為「景嶺春秋」，該浮雕透過水墨畫形式描繪及使用55塊青石板製成，其內容為「調景嶺今昔」，並在天空部份以金屬鑲嵌星宿圖像，寓意「物換星移、時代變遷」。但有部份居民認為該石浮雕存放位置偏僻、以及沒有任何牌匾介紹浮雕的詳細資料，若不是到訪瀏覽房委會的官方介紹文章、閱覽石浮雕的背後故事，可能難以聯想該浮雕背後的涵義。

## 教育、社區設施

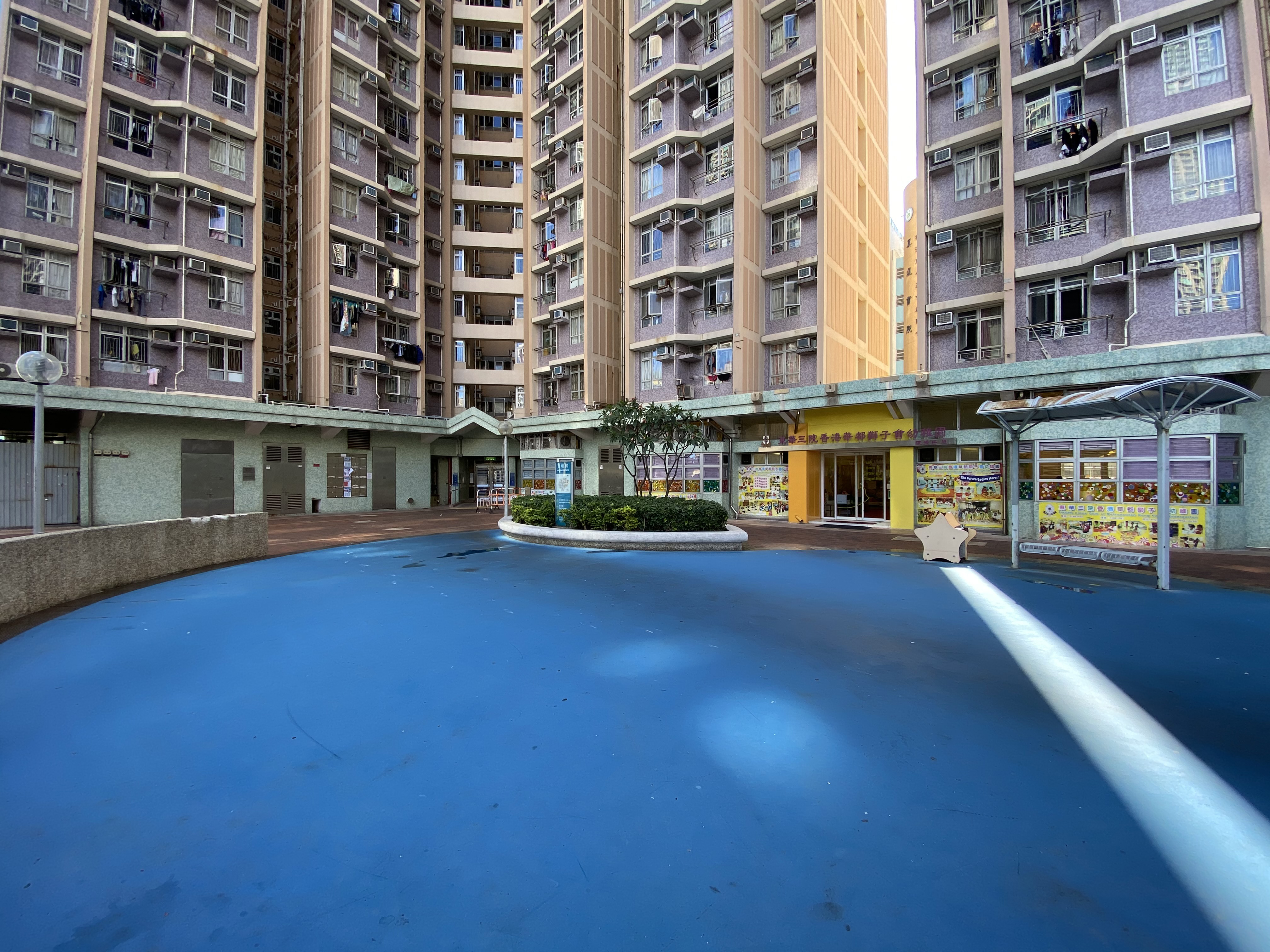
明宙樓地下設有東華三院香港華都獅子會幼稚園

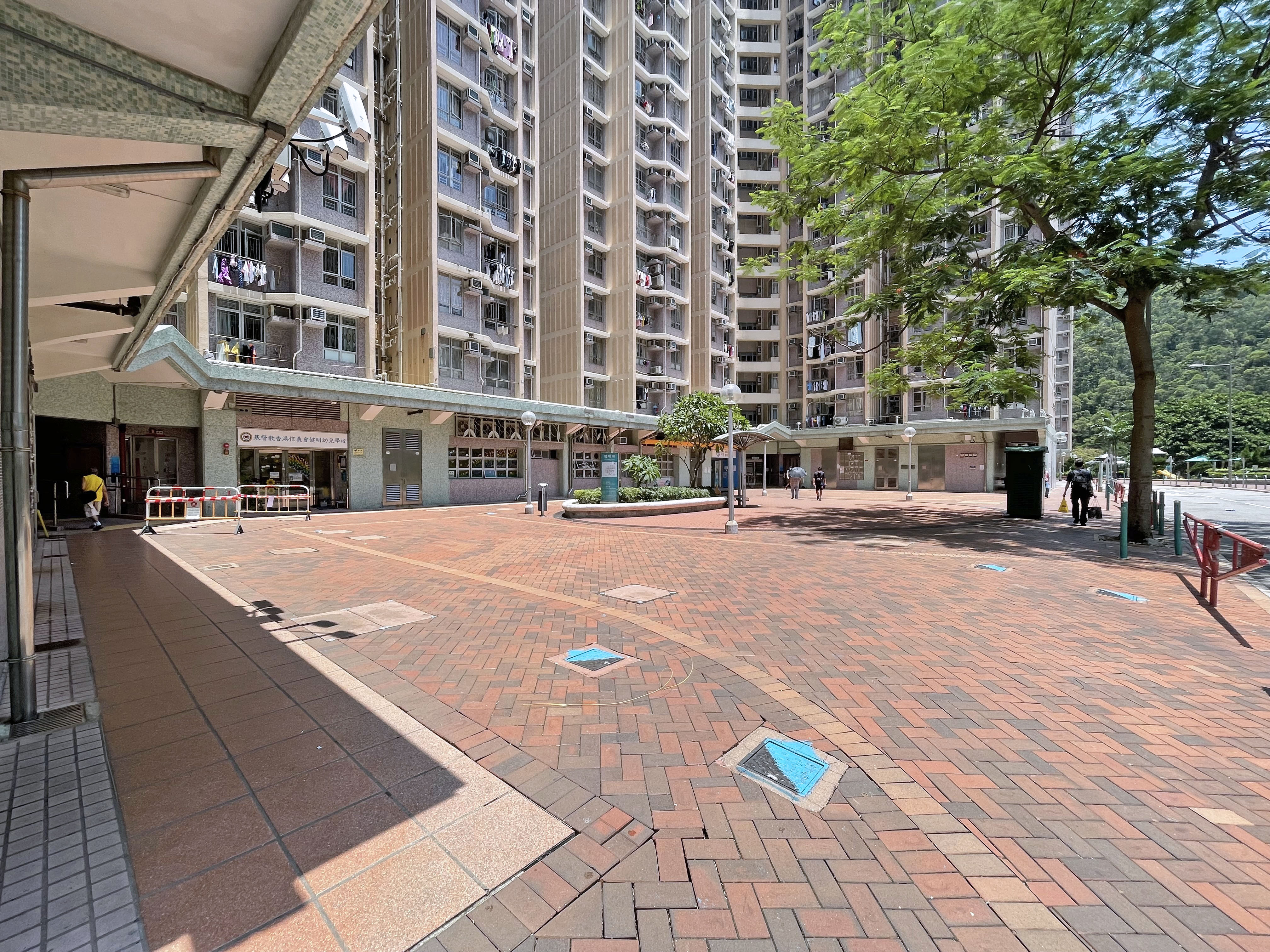
明星樓地下B及C翼設有基督教香港信義會健明幼兒學校

### 幼稚園
- 基督教樂道幼稚園（2003年創辦；健明邨彩明商場1號平台1號）
- 東華三院香港華都獅子會幼稚園（2004年創辦；健明邨明宙樓地下）
- 基督教香港信義會健明幼兒學校（2004年創辦；健明邨明星樓B及C翼地下）

### 中學
- 香港華人基督教聯會真道書院（2003年創辦）
- 將軍澳香島中學（1956年創立，2003年自旺角遷入）
- 萬鈞匯知中學（1981年創立，2003年自美孚新邨遷入）
- 香海正覺蓮社佛教正覺中學（2003年創辦）
- 優才（楊殷有娣）書院（2005年創辦）

### 長者地區中心
- 靈實長者地區服務 – 健明中心（健明邨彩明商場1號平台1號）

### 綜合家居照顧服務
- 香港家庭福利會將軍澳分會（健明邨彩明商場1號平台1號）

## 相片集

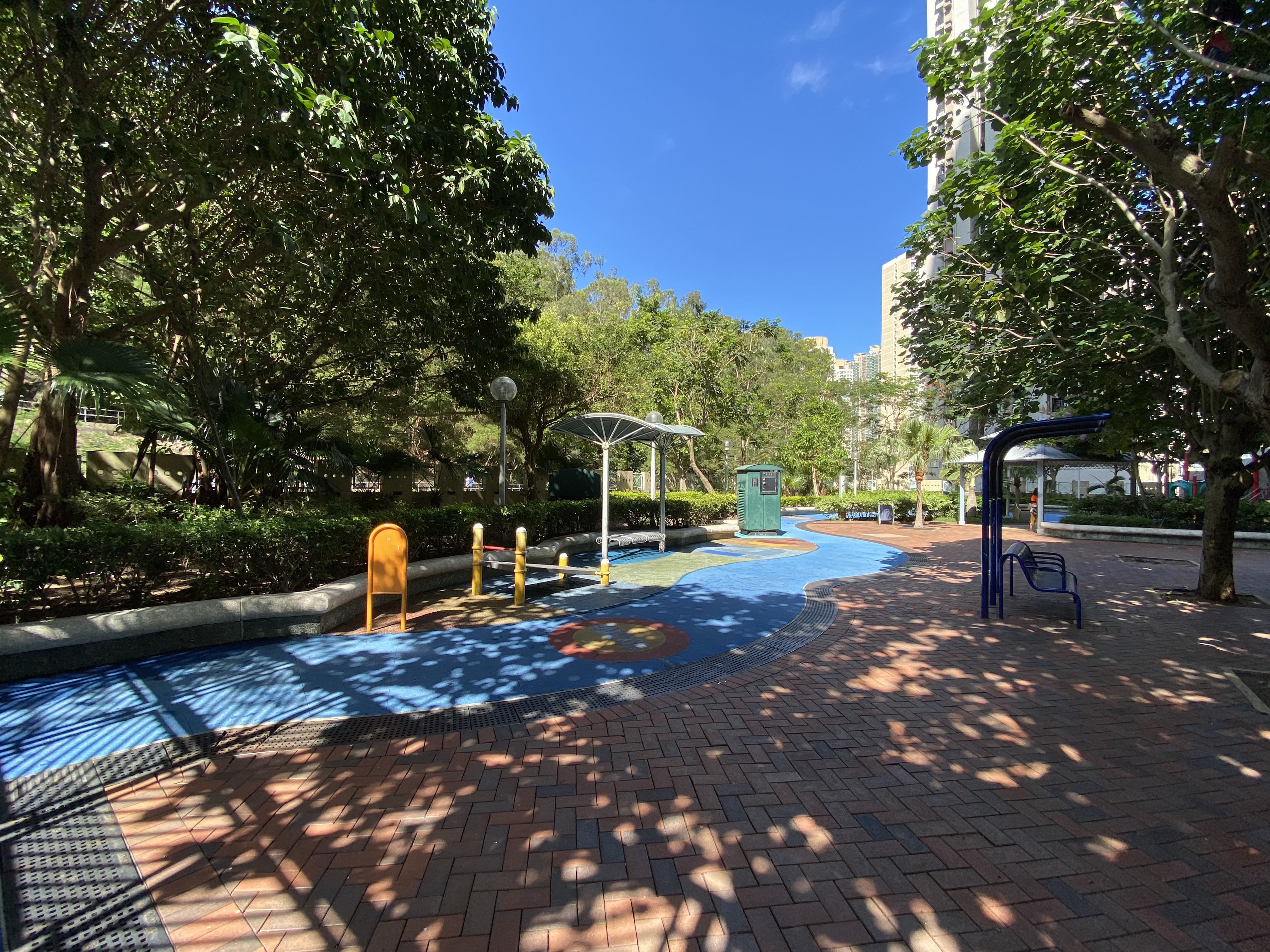
緩跑徑

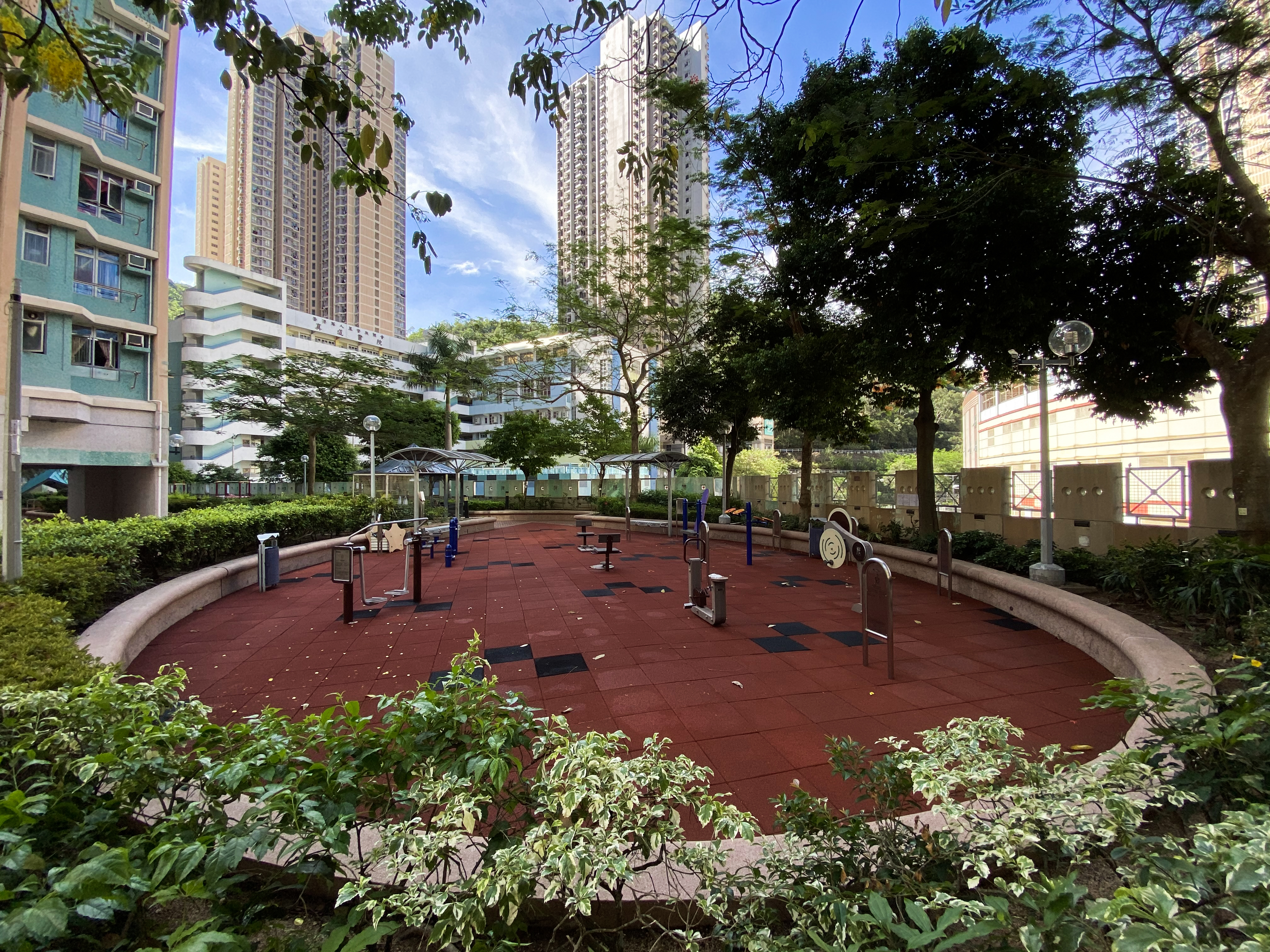
健暉樓對出的健身區

### 屋邨與樓宇景色

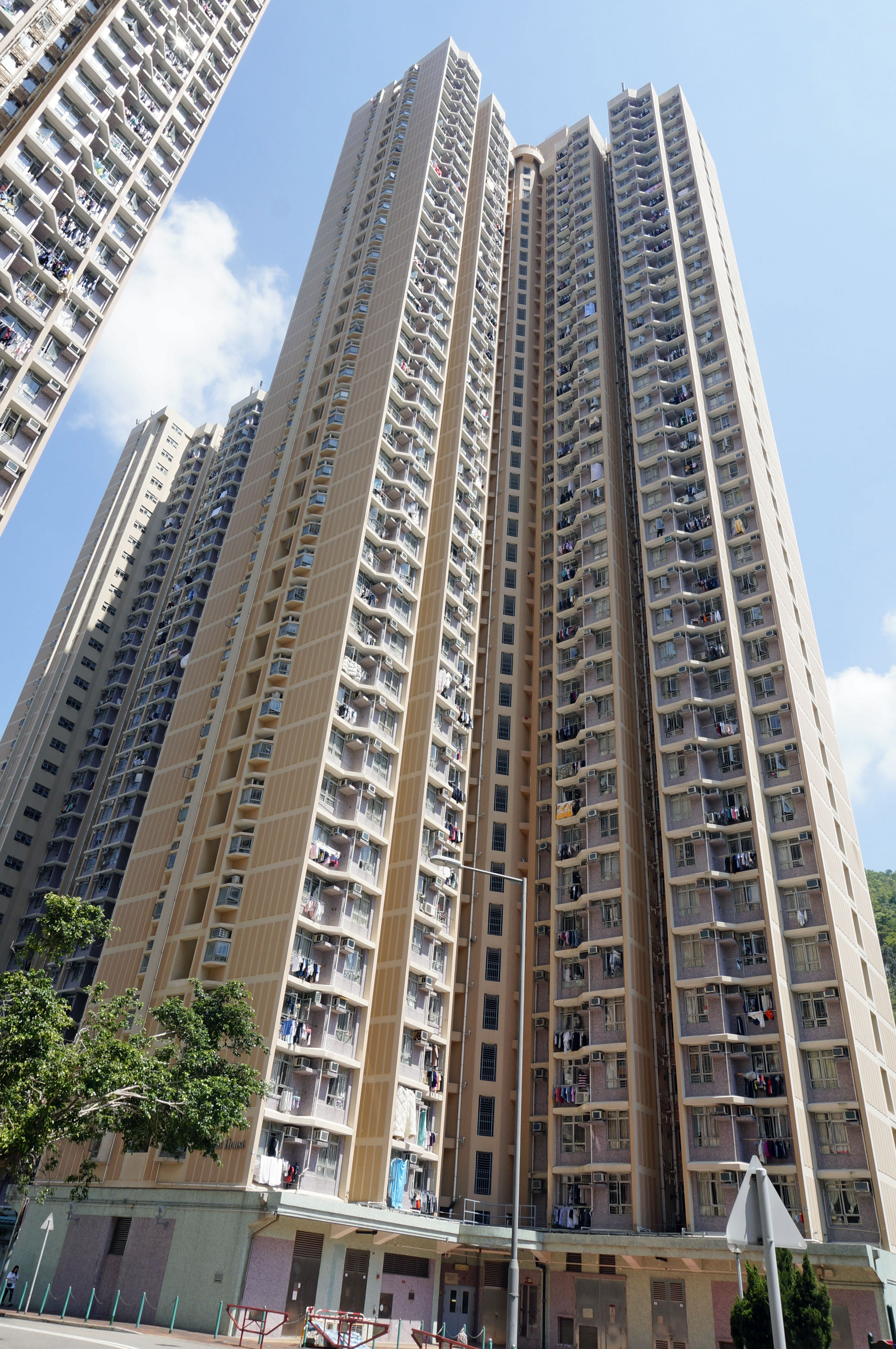
健明邨明月樓及明日樓
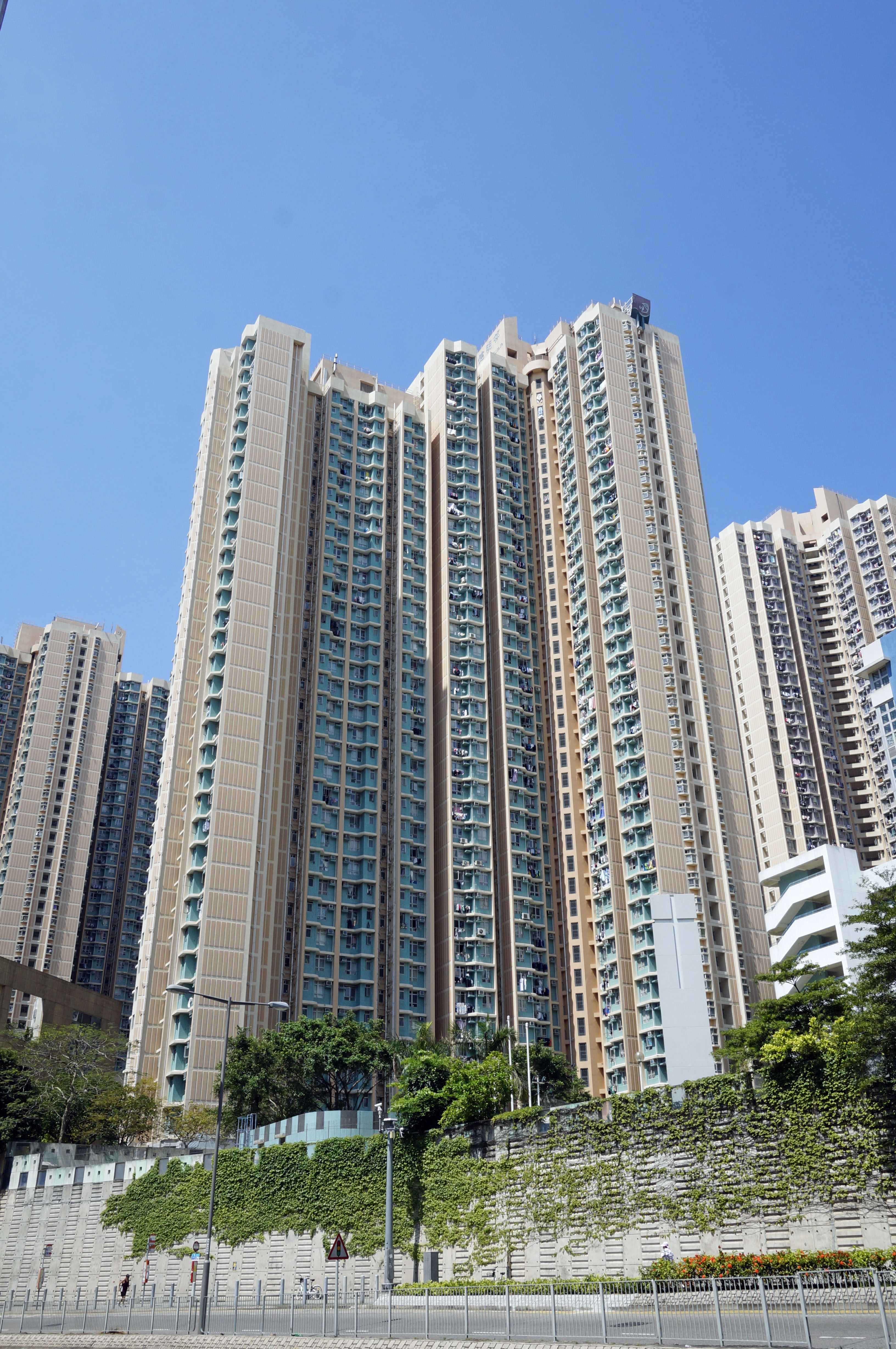
健明邨健暉樓及健華樓
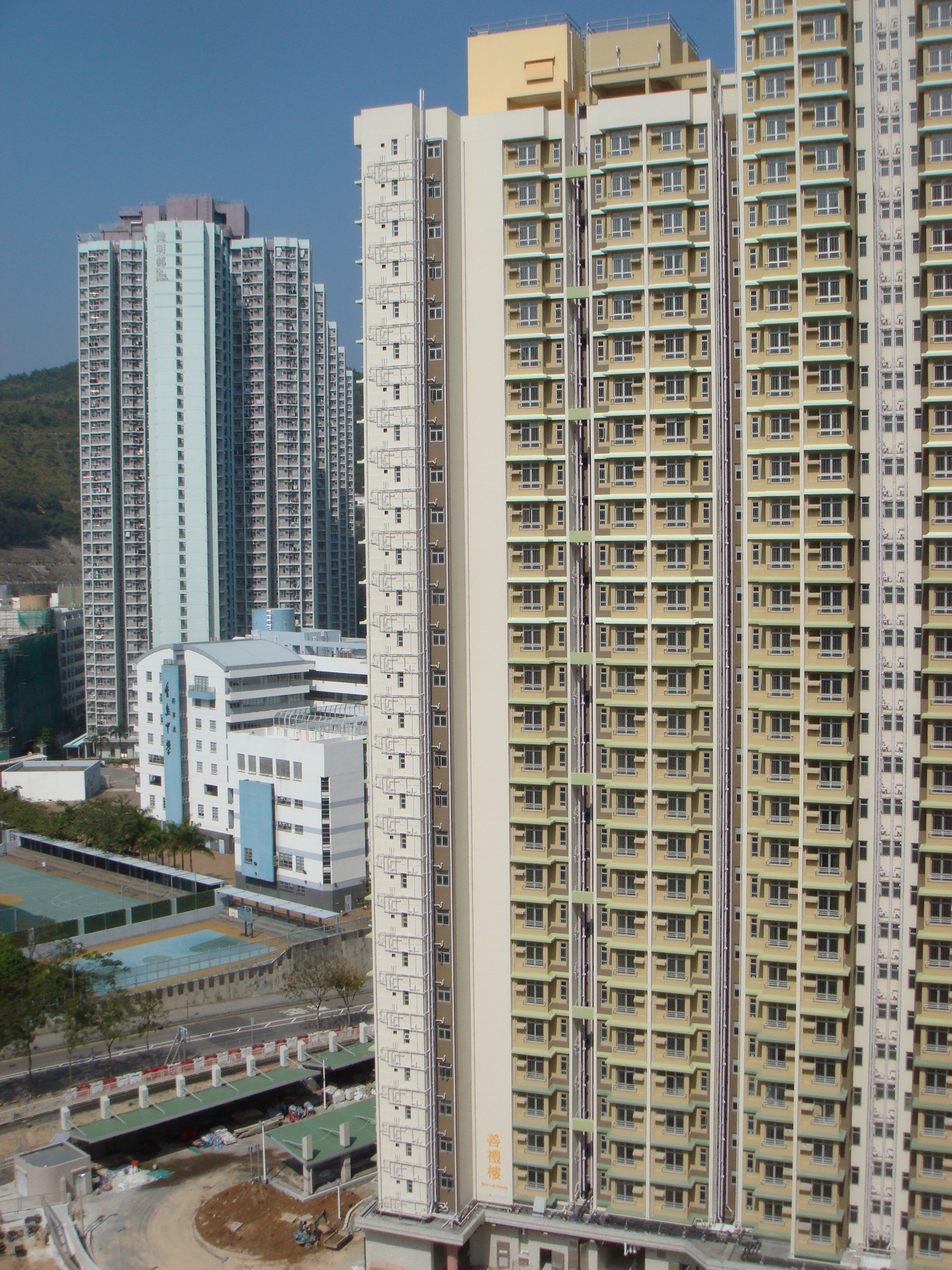
圖左為健明邨，而右方是善明邨
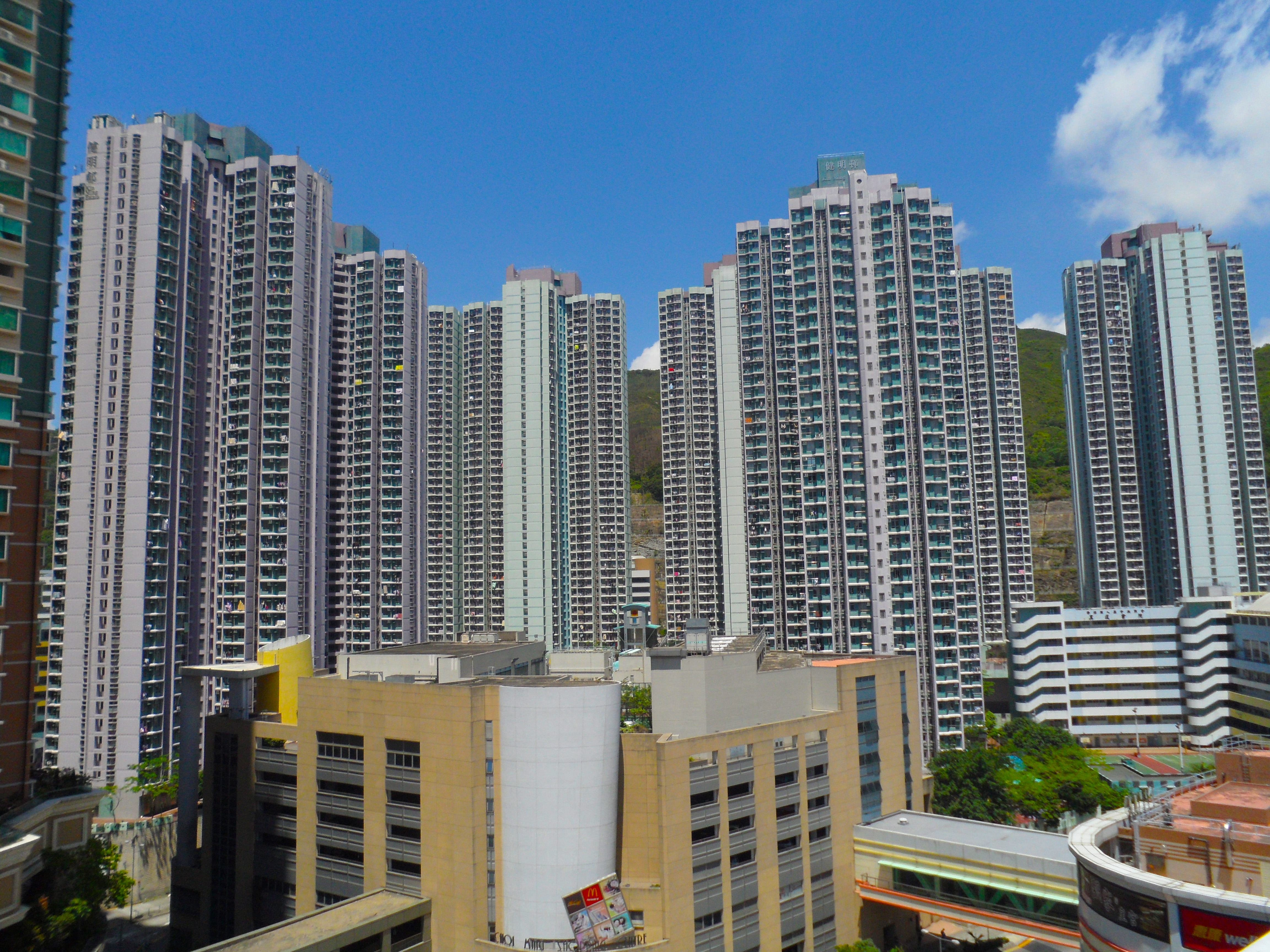
翻油前健明邨
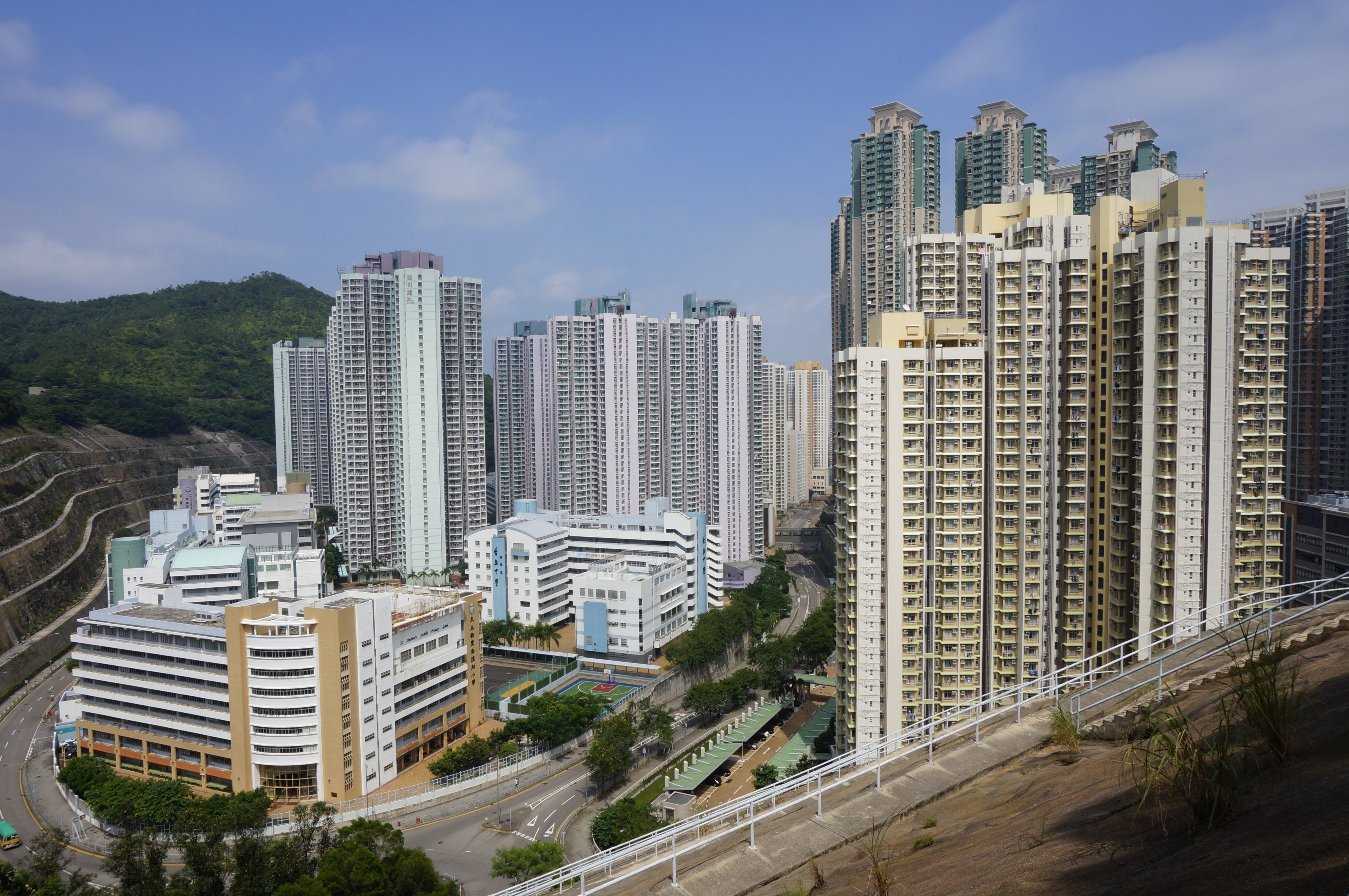
遠望翻油前的健明邨
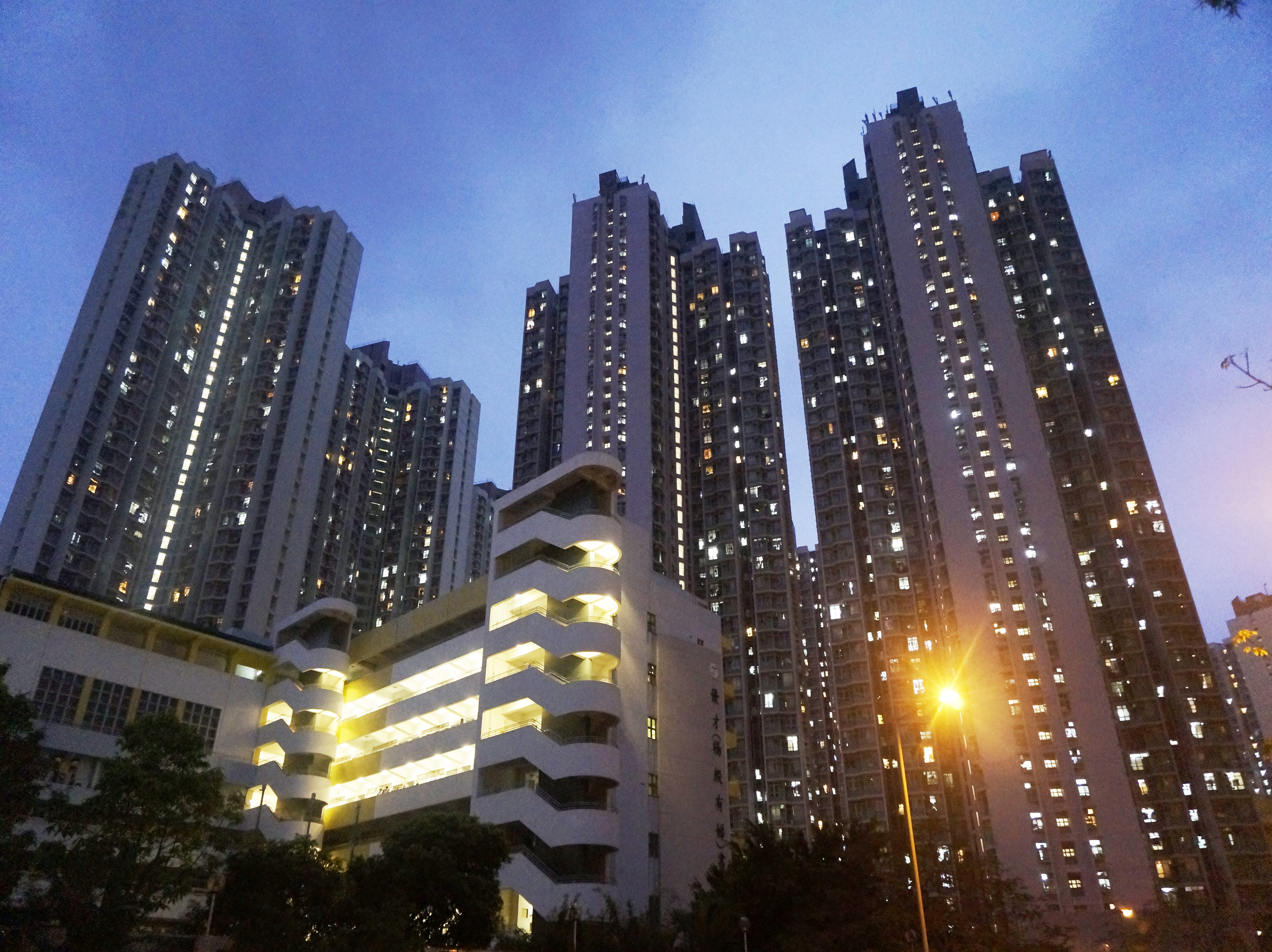
健明邨大廈夜景
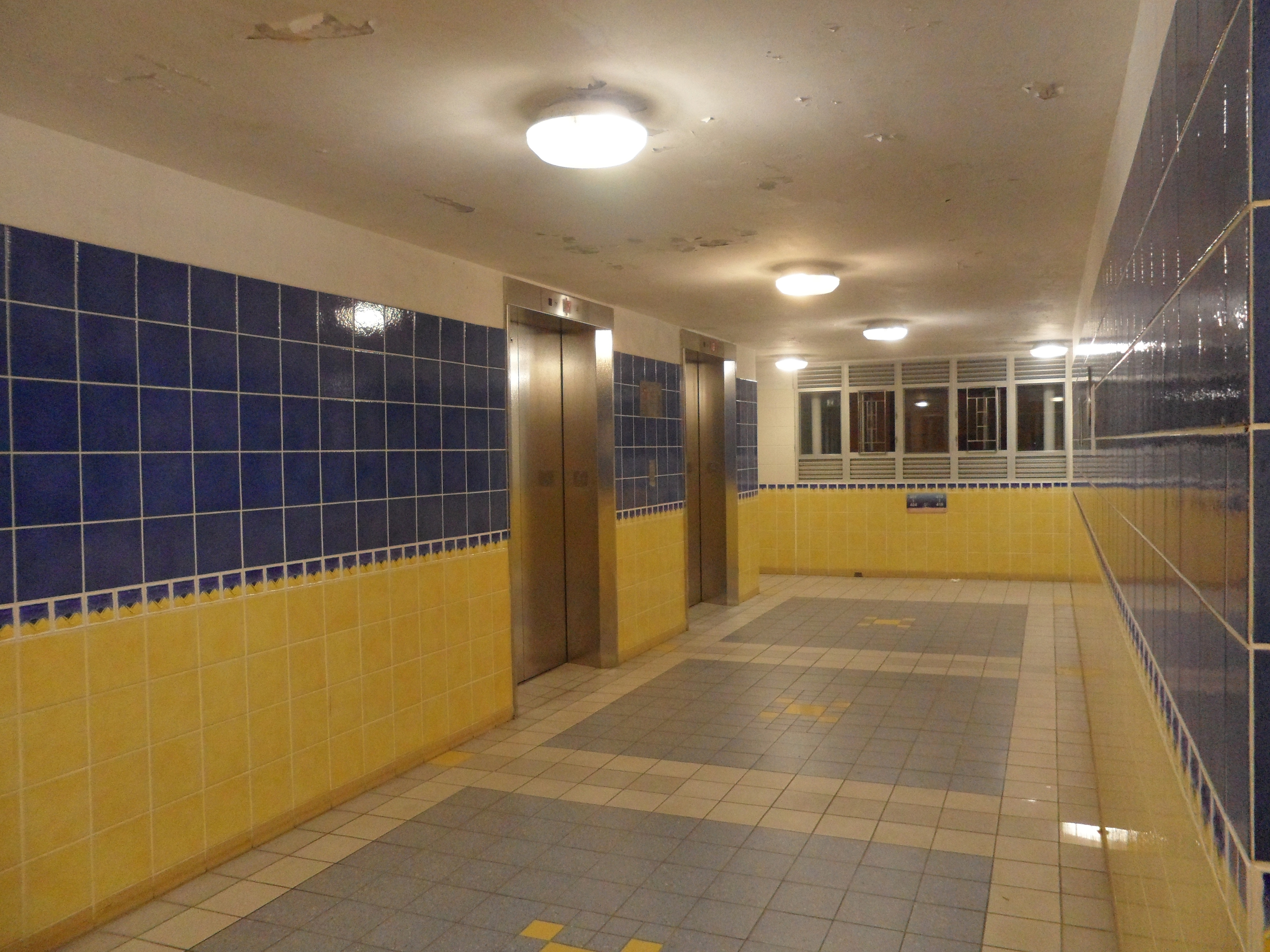
健明邨大廈升降機大堂

### 屋邨標誌牌坊、通道與地圖指南

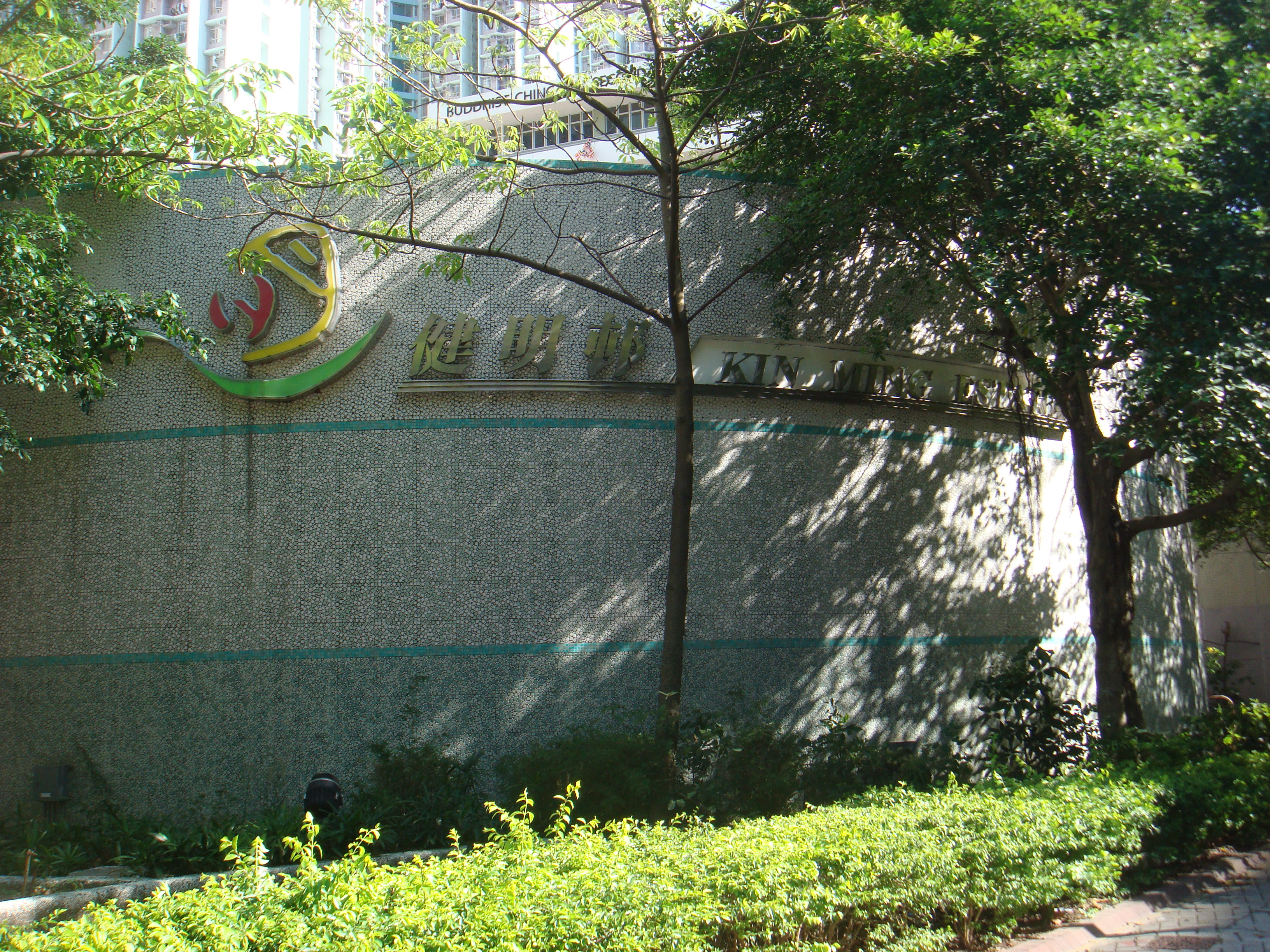
健明邨入口的牌坊，面向翠嶺路與勤學里
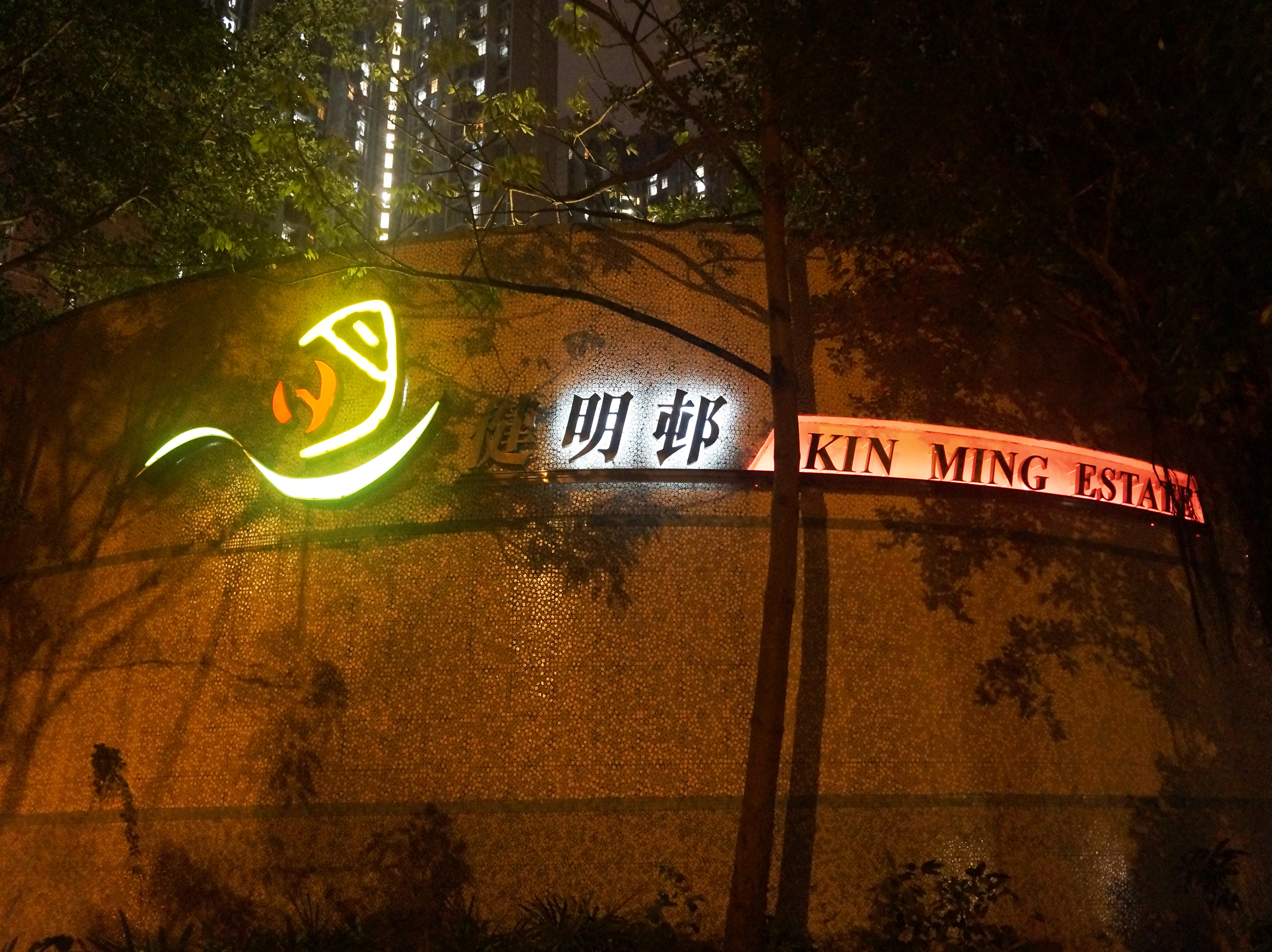
健明邨牌坊夜色
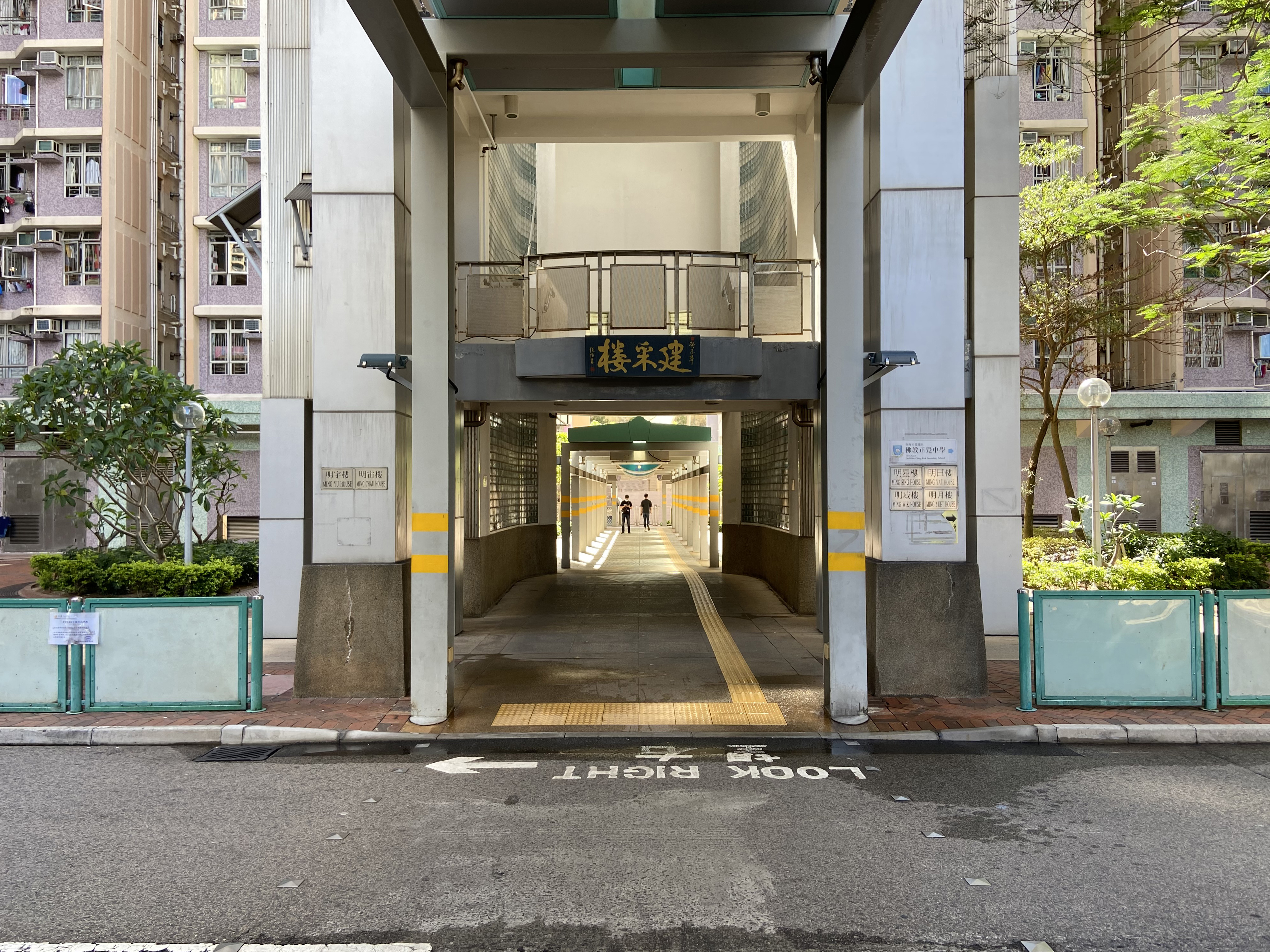
建采鐘樓的行人通道
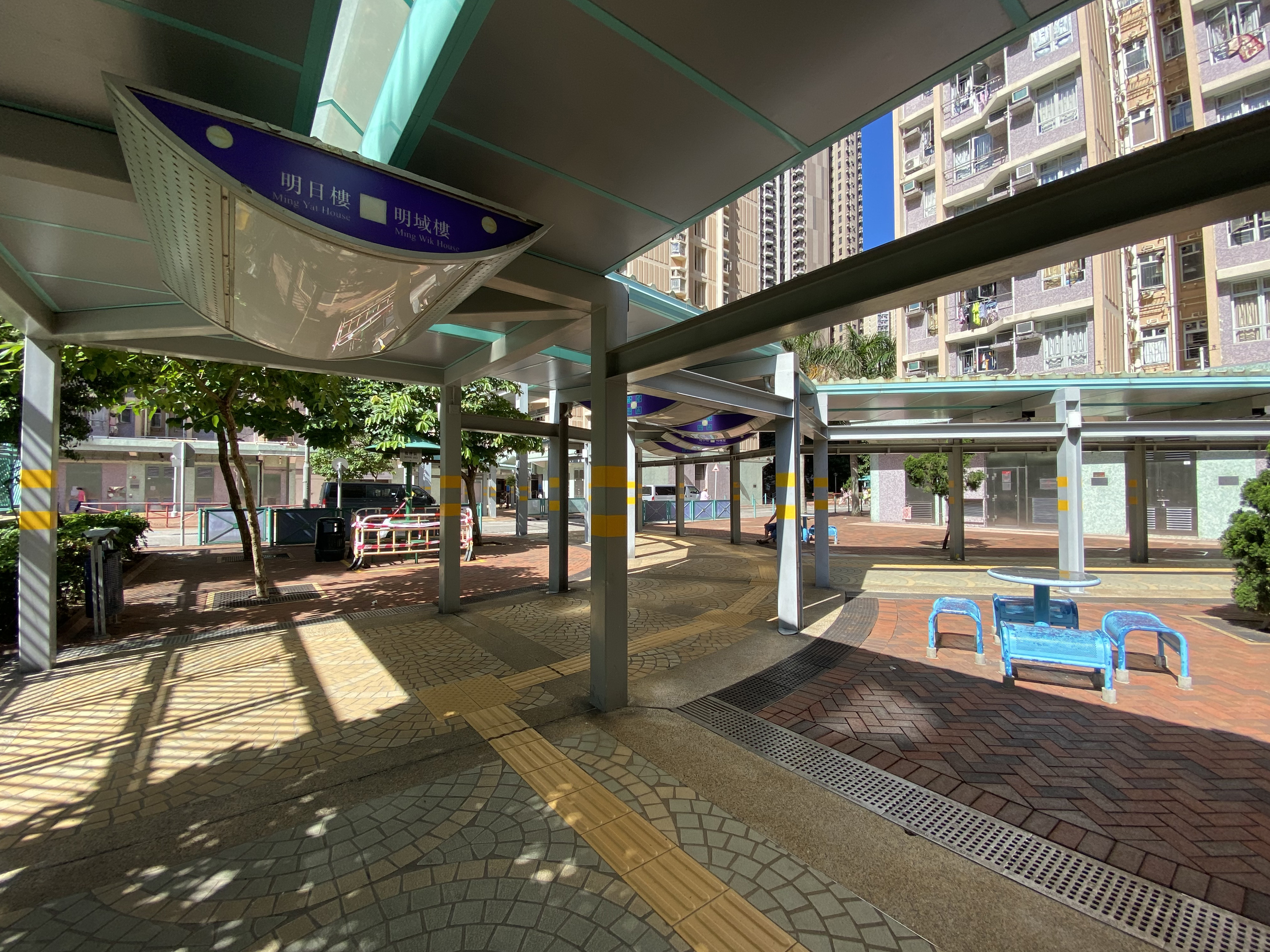
有蓋行人通道
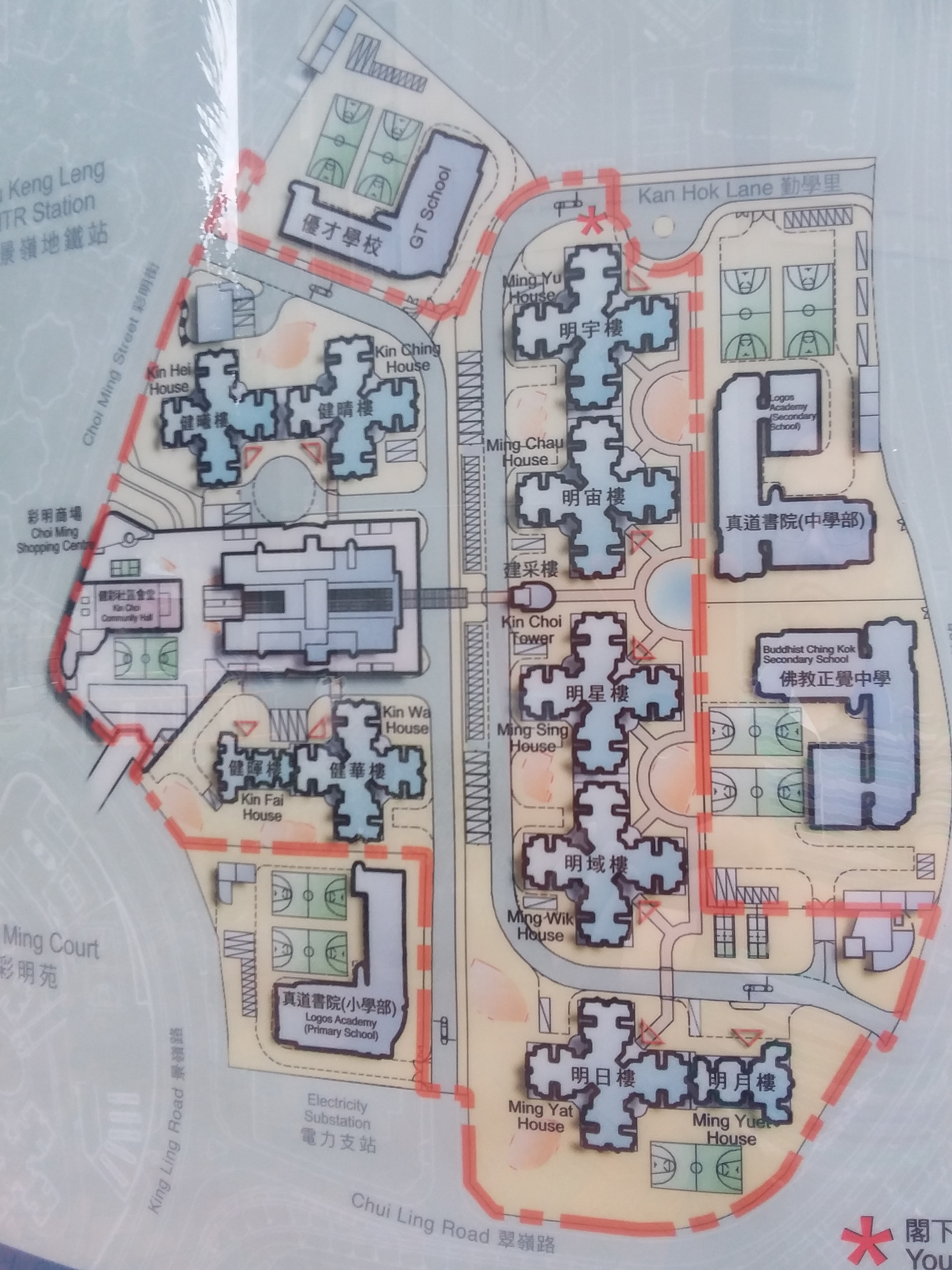
健明邨屋邨指南（局部近攝、可見到屋邨地圖）

### 康樂與休憩設施

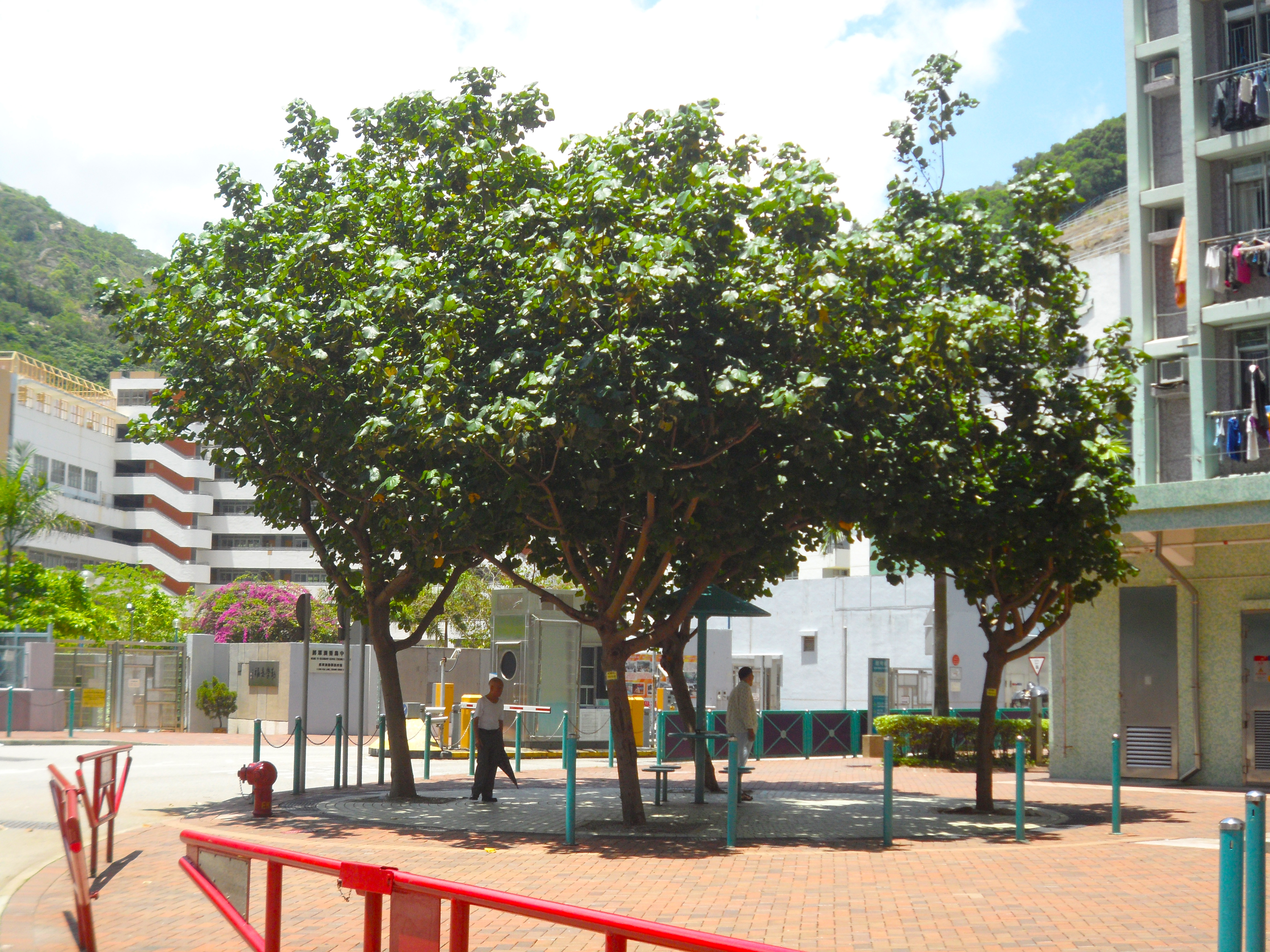
健明邨小型休憩區
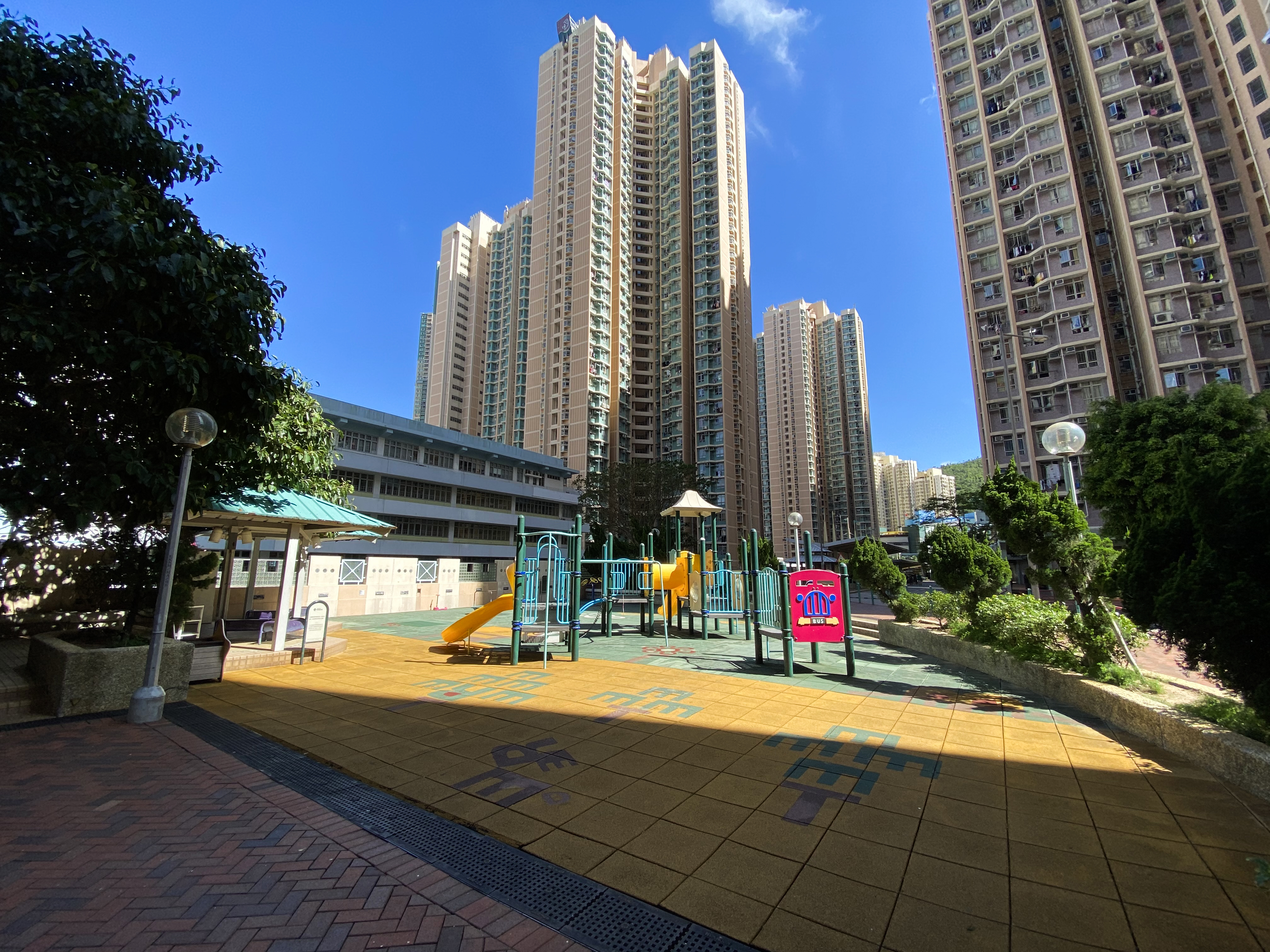
健明邨社區遊樂場，鄰近明日樓及明月樓
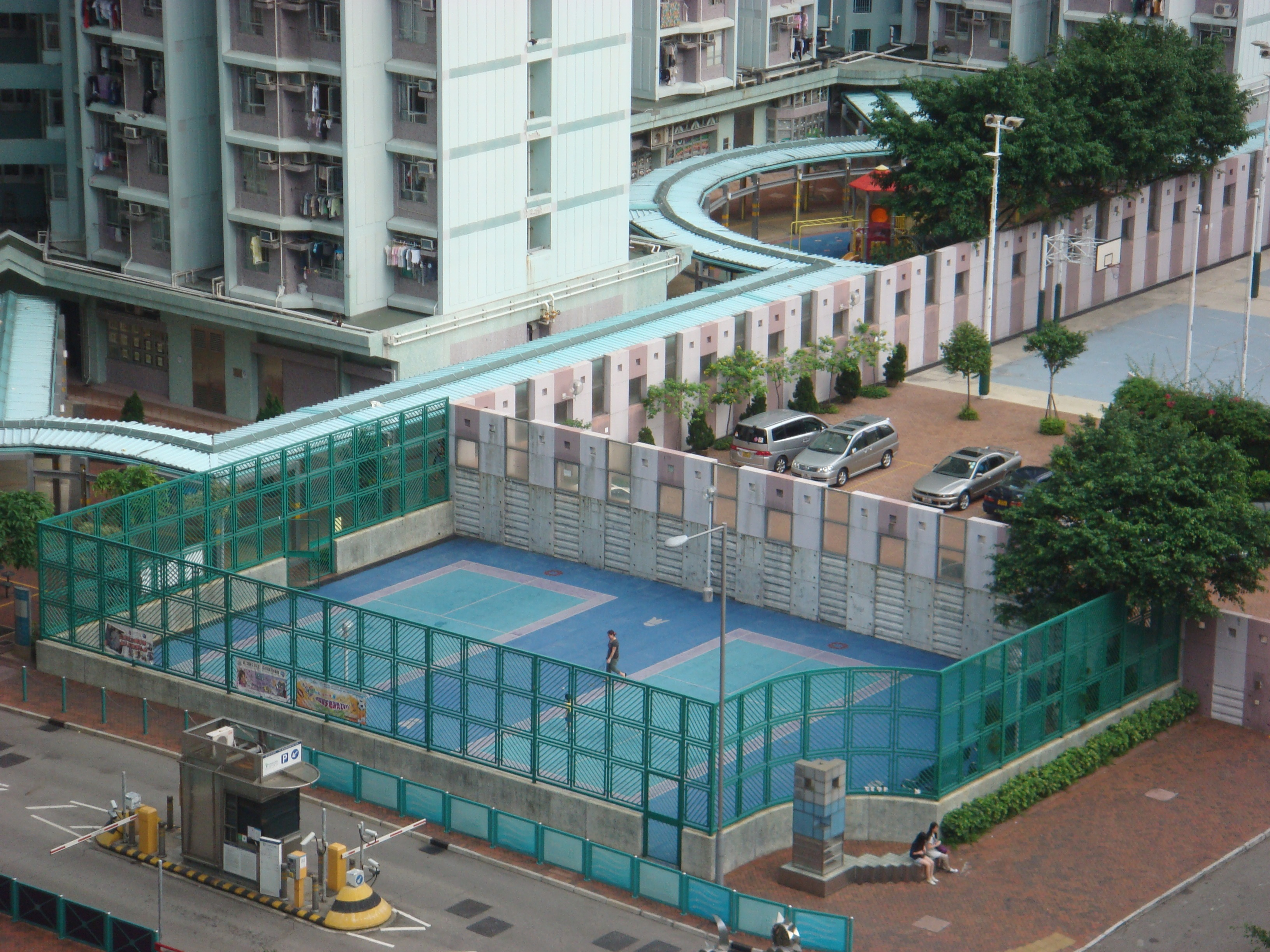
健明邨羽毛球場，鄰近明域樓及明星樓
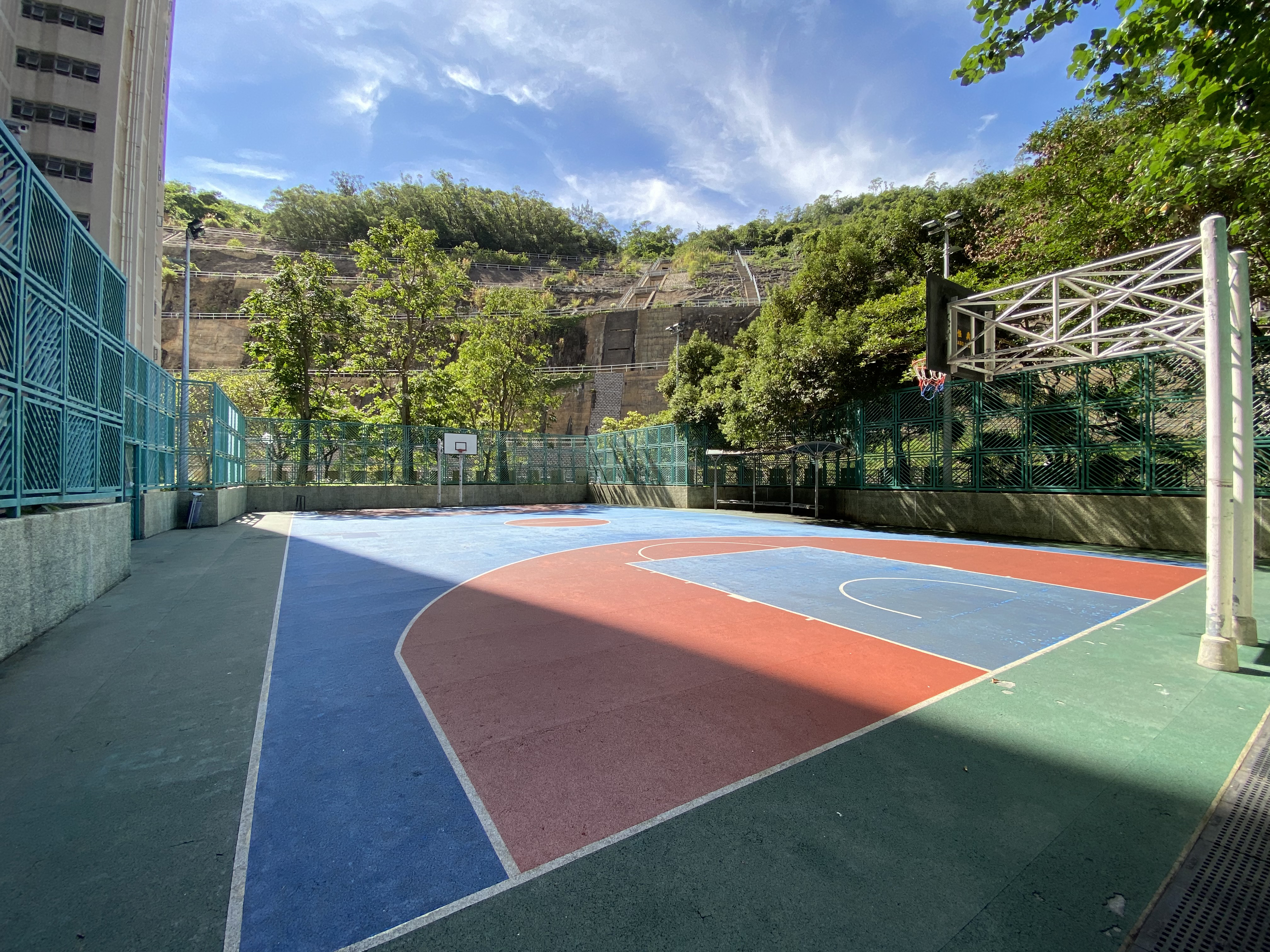
健明邨籃球場，鄰近明月樓及明日樓

### 社區、公共設施及屋邨辦事處

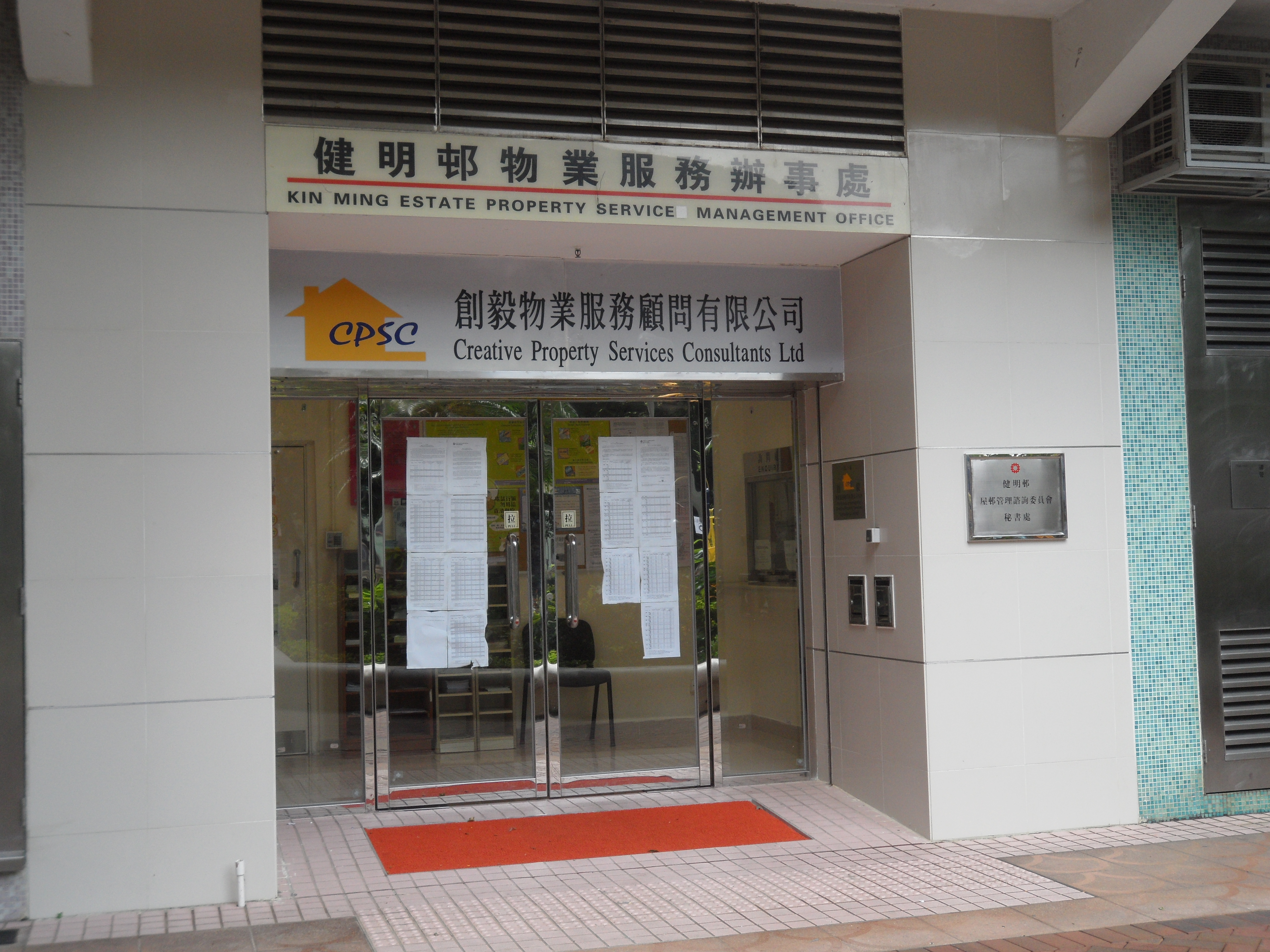
健明邨物業辦事處
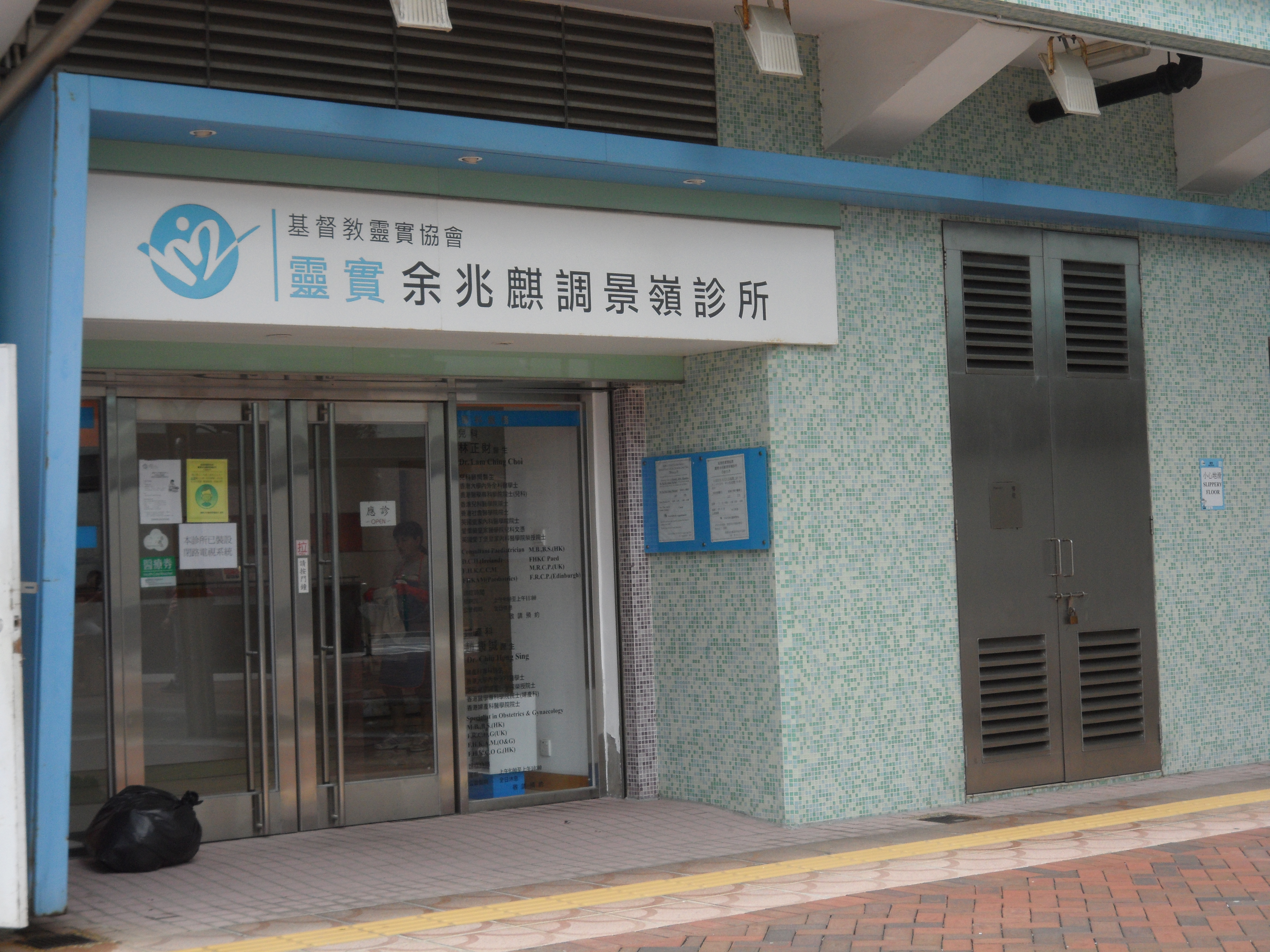
靈實余兆麒調景嶺診所-健明分所
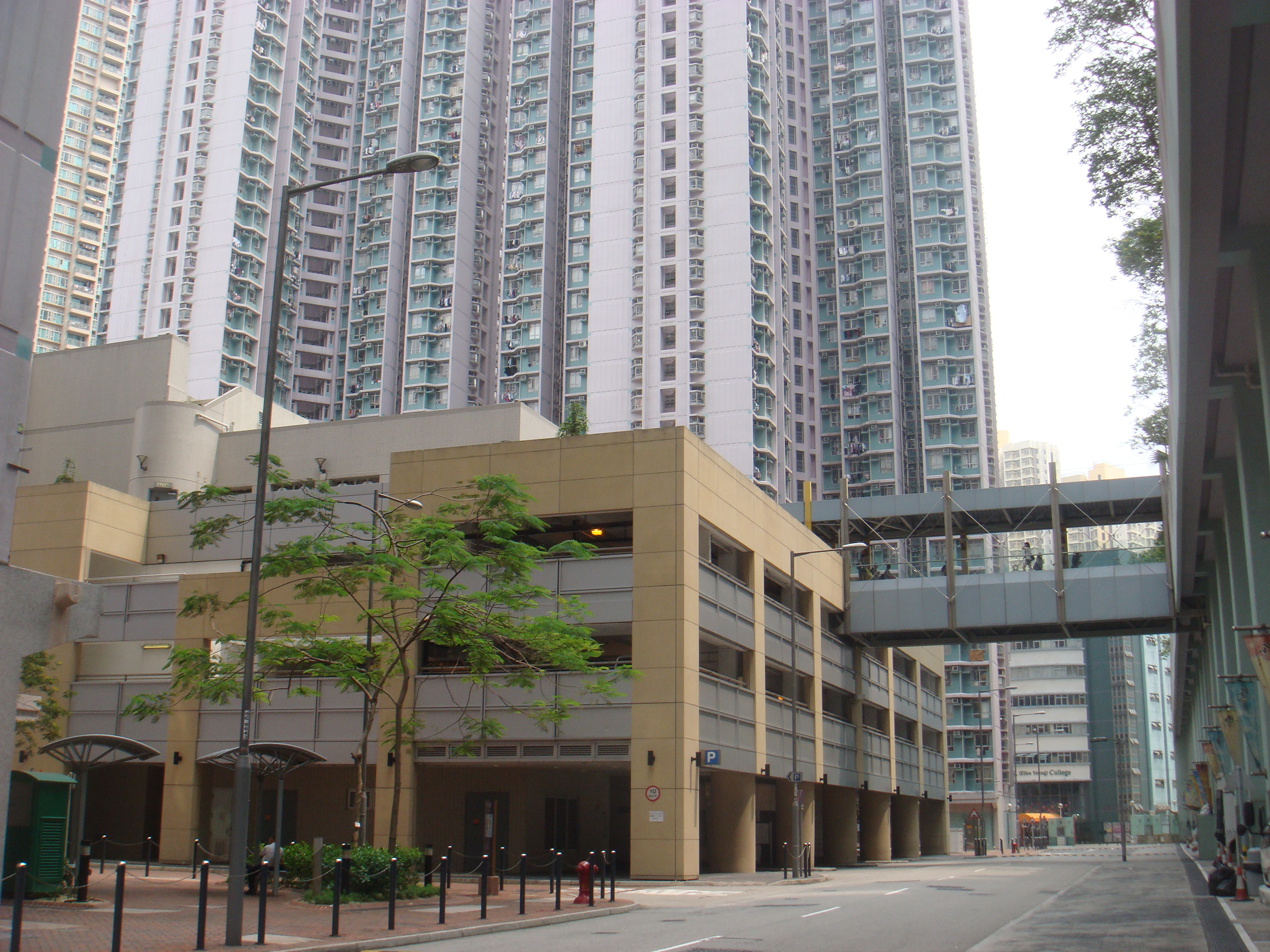
健明邨室內及室外停車場，位於嶺光街
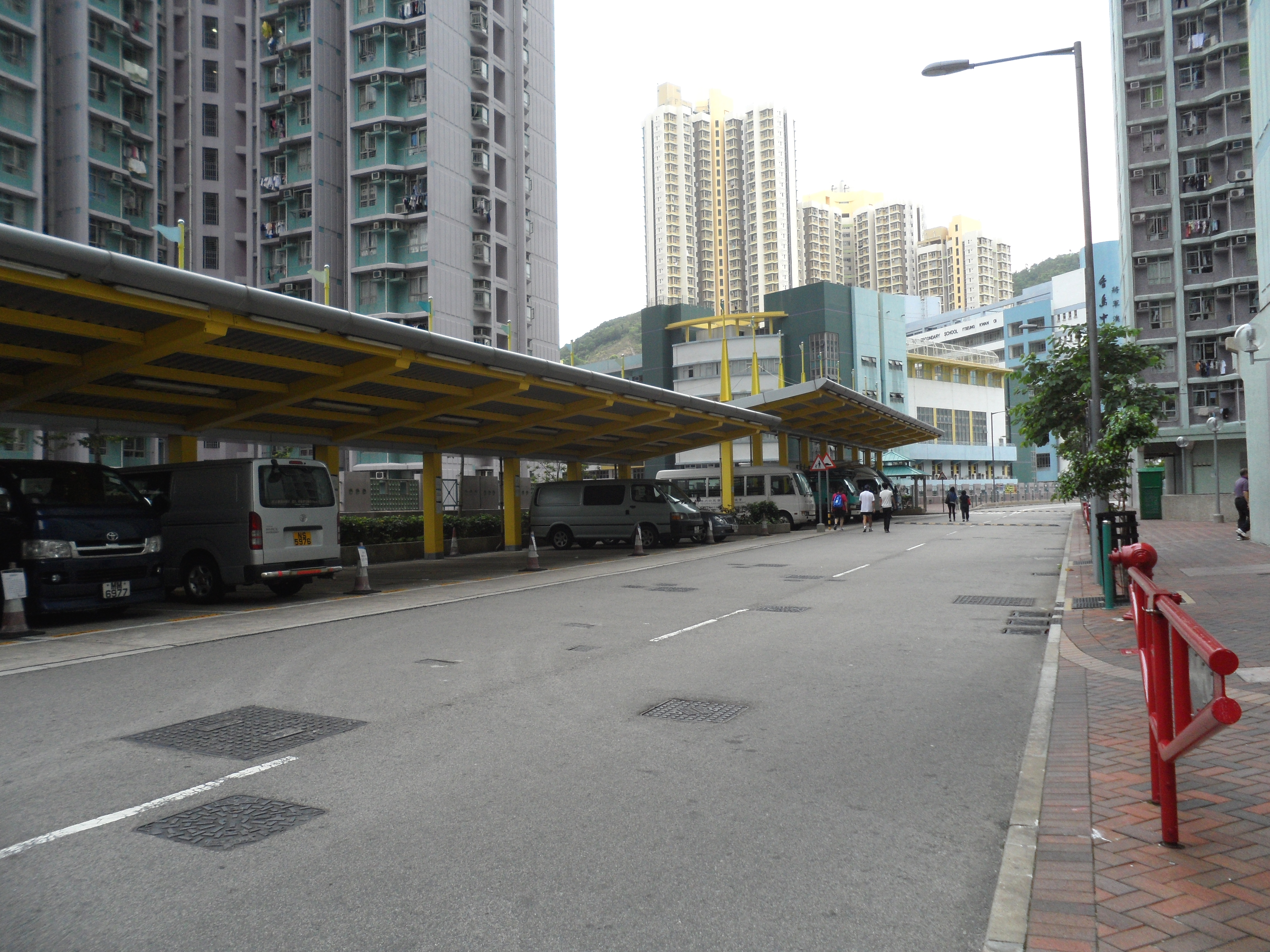
健明邨室外停車場，位於勤學里
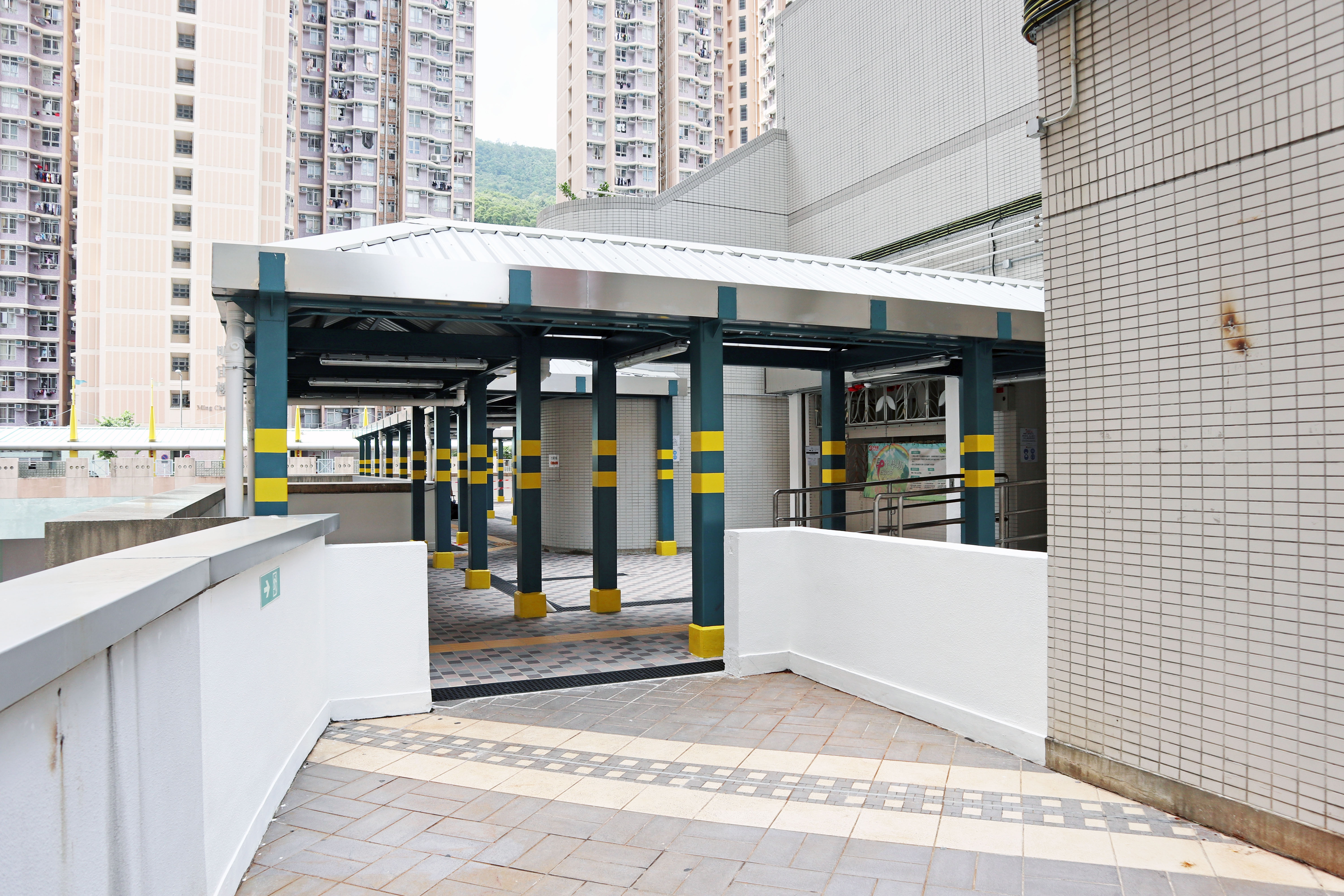
健明邨有蓋行人通道，近健晴樓、健曦樓位置
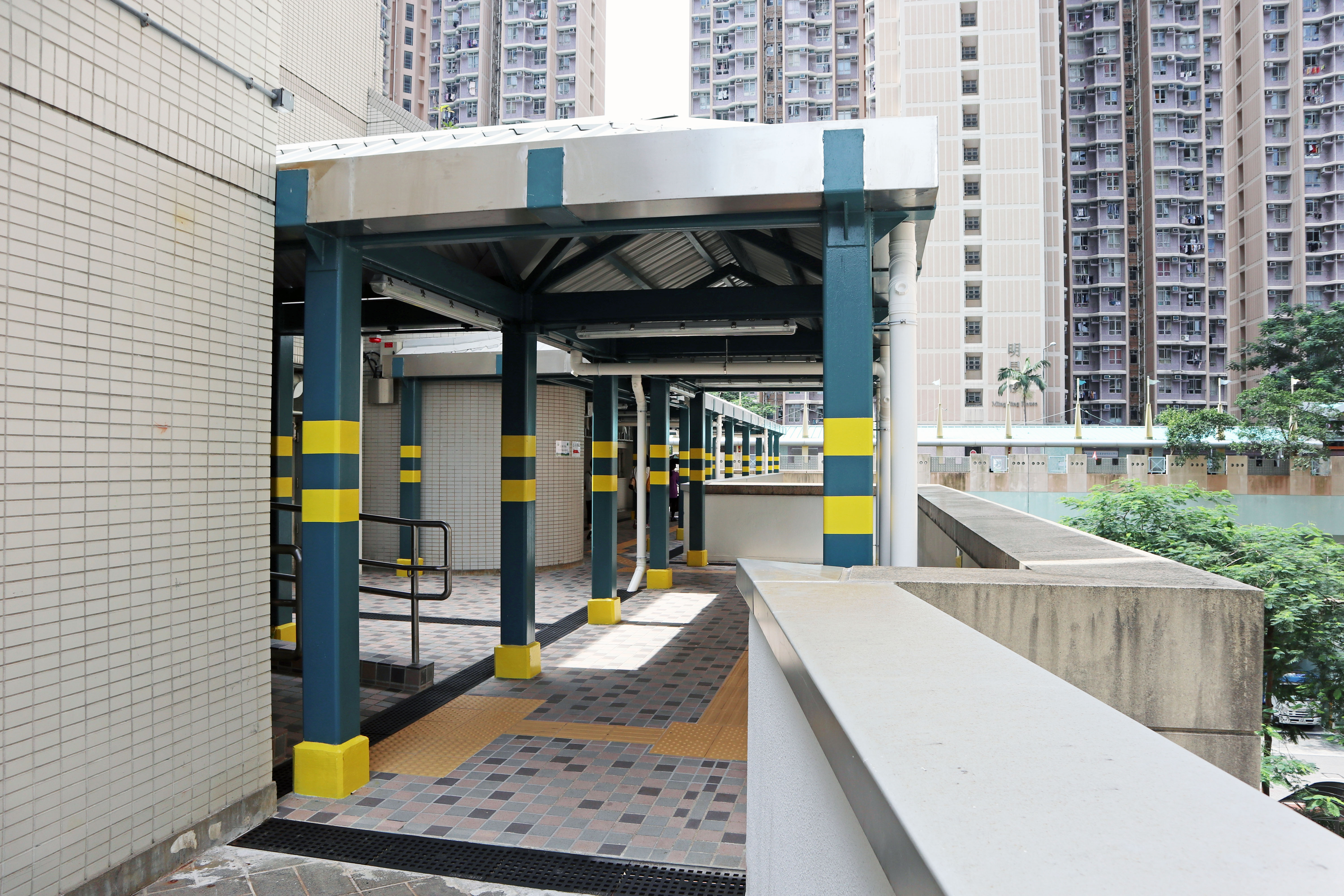
健明邨有蓋行人通道，近健華樓、健暉樓位置

## 邨內街道
- 勤學里
- 嶺光街

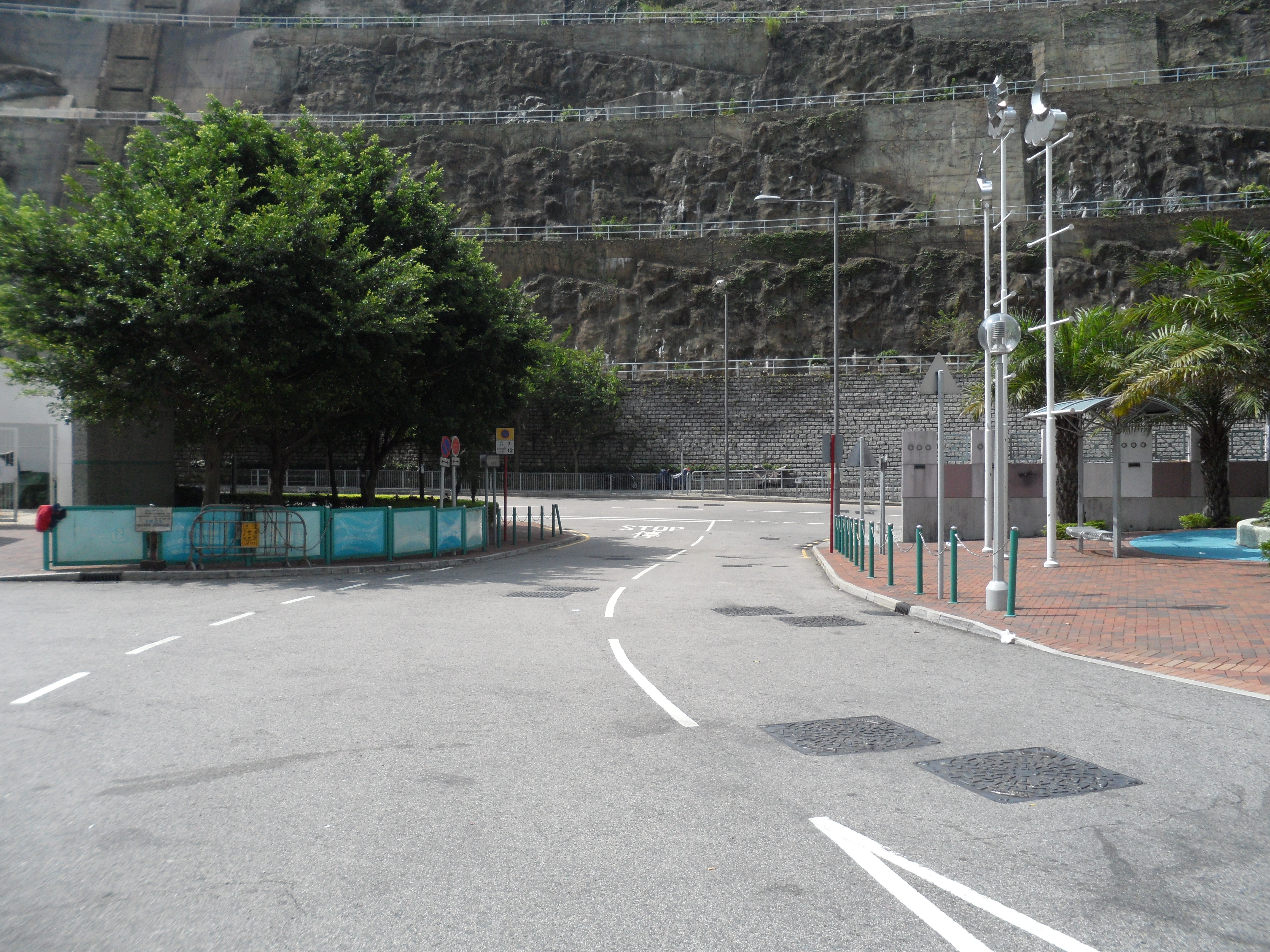
屋邨內設有嶺光街及勤學里兩條街道，均由健明邨負責管理，於2004年通車，唯車輛進出受到限制，性質等同私家路
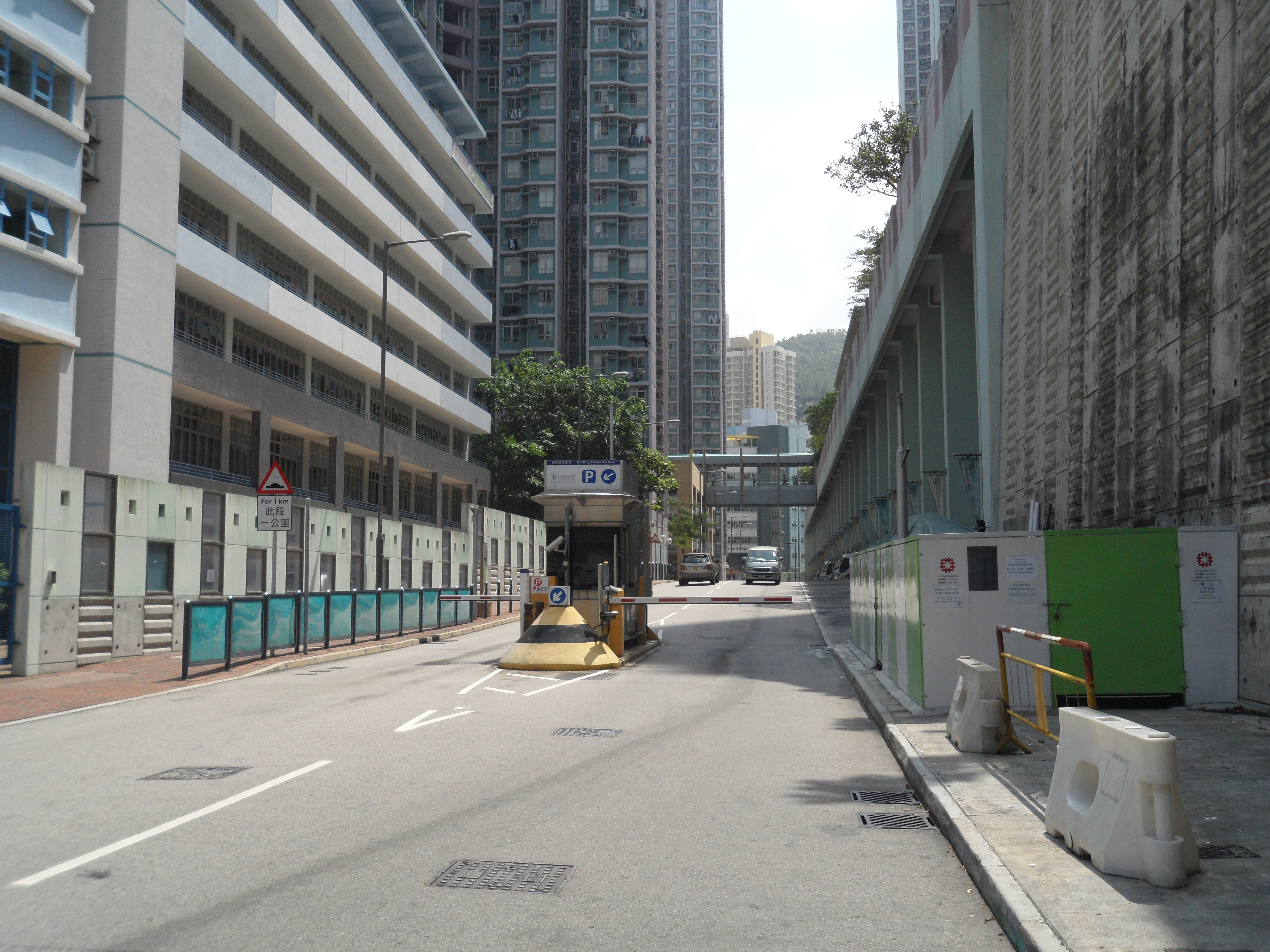
屋邨停車場出入口，攝於嶺光街
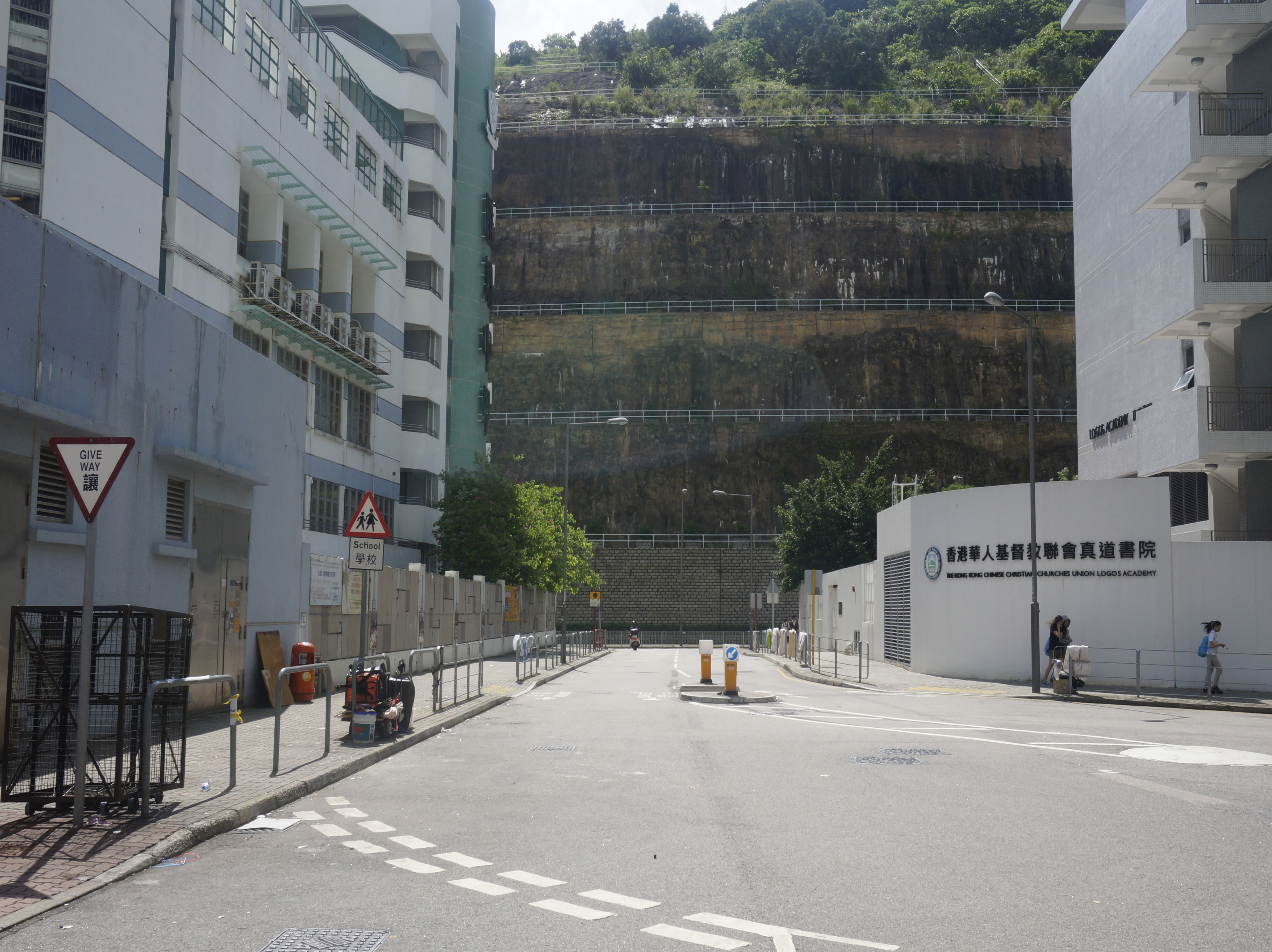
勤學里
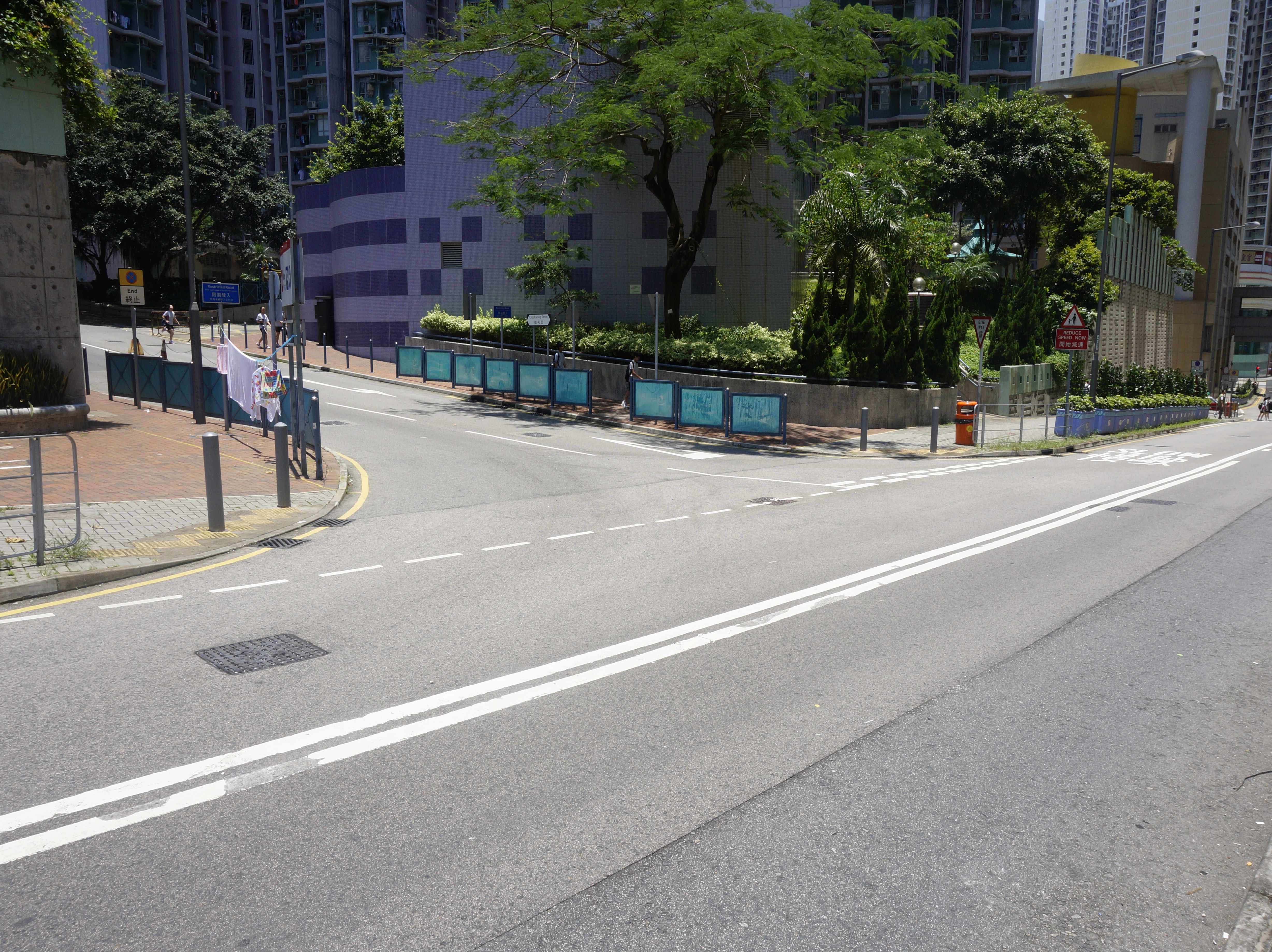
嶺光街

## 翻新工程
健明邨入伙十年時，房屋署為全邨進行「翻新工程」，重髹各座大廈外牆、各樓層天花及重髹各單位向走廊一面的木門及門框，將上邨及下邨外牆不同的牆身顏色統一。工程於2013年12月尾展開，2015年完成。

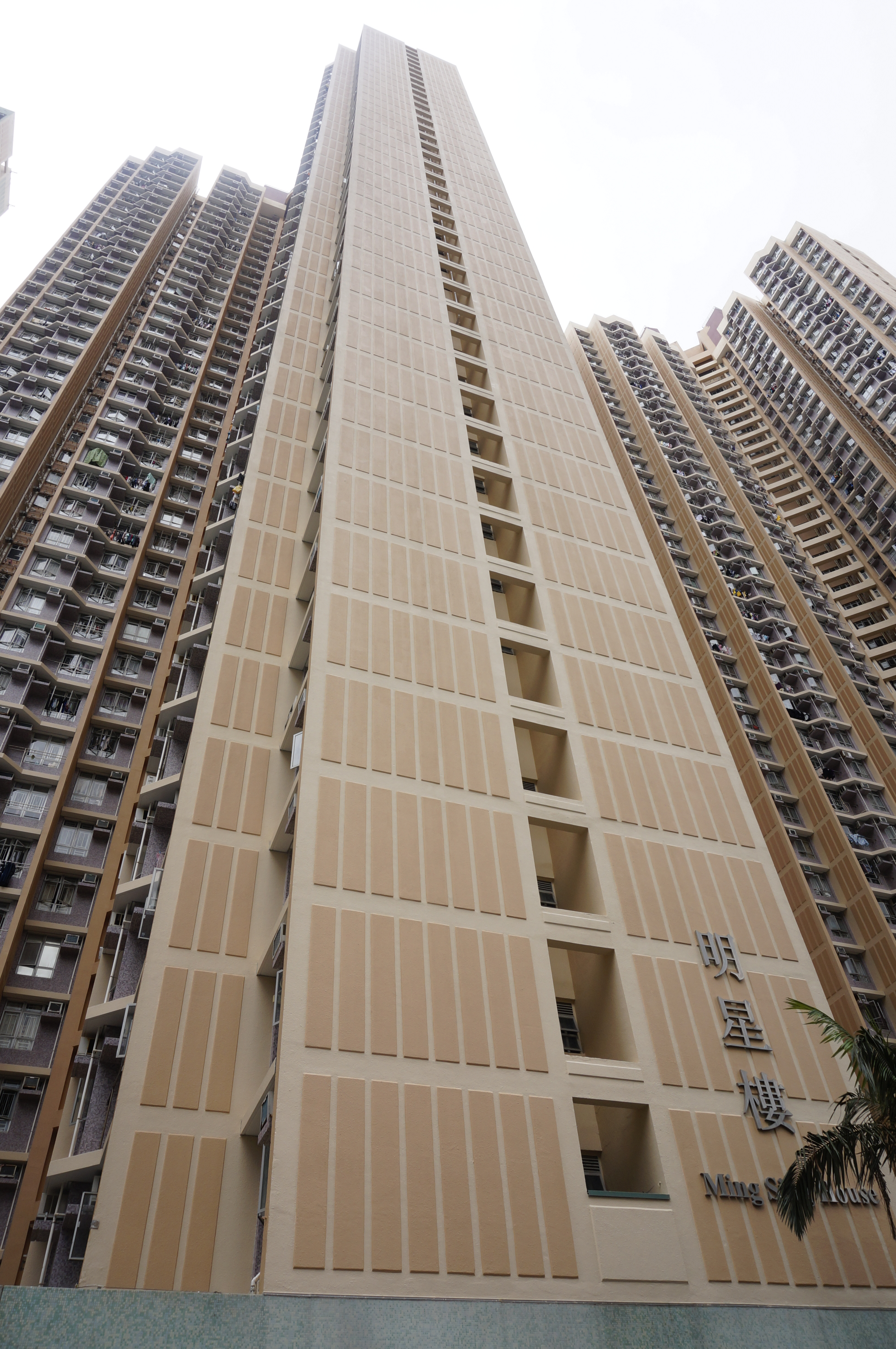
翻油後的健明邨明星樓
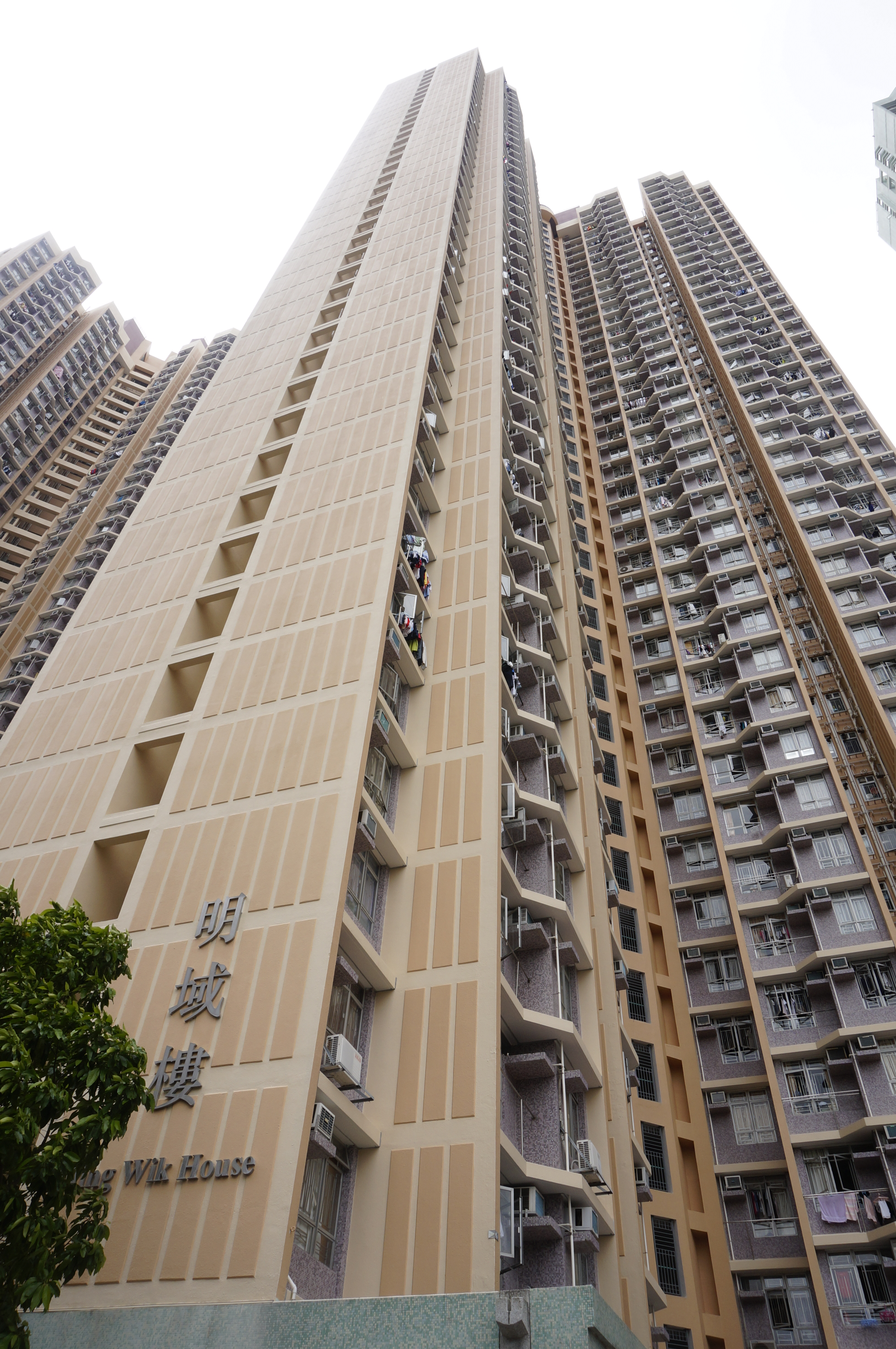
翻油後的健明邨明域樓

## 鄰近建築
- 翠嶺峰
- 彩明商場
- 彩明苑
- 都會駅
- 匯知中學
- 善明邨
- 明愛白英奇專業學校

## 區議會議席分布
| 年度/範圍                                                      | 2004-2007 | 2008-2011 | 2012-2015 | 2016-2019 | 2020-2023 |
| -------------------------------------------------------------- | --------- | --------- | --------- | --------- | --------- |
| 健晴樓及健曦樓                                                 | 健彩選區  | 彩健選區  | 彩健選區  | 彩健選區  | 彩健選區  |
| 健華樓、健暉樓、明宇樓、明宙樓、明星樓、明域樓、明日樓及明月樓 | 健彩選區  | 健明選區  | 健善選區  | 健明選區  | 健明選區  |

## 事件
健明邨在入伙後發生多宗自殺事件，高空擲物案，家庭爭執和傷人案。（按「展開」查看）
| 2005年4月3日晚上，健曦樓發生集體燒炭自殺事件。3名年齡相若的15-16歲少女，稱感生存於世不開心，其後有人提議燒炭及服藥雙料自殺，幸好其中一名女童致電告知好友吐露口風，並由朋友報警。消防員到場破門入內救出三人，送院治理。而警員事後在單位內檢獲一封遺書和檢獲兩排安眠藥。 2007年3月19日凌晨，明日樓一對嗜賭夫妻，疑因金錢及感情發生爭執，兩人竟在一對年幼女兒面前大打出手，其中男戶主涉嫌用鋁通扑頭襲擊妻子，女方則張口狂咬還擊；嚇得一對小女兒躲在房間哭叫，最後機警9歲長女致電報警求助。警方接報到場將夫婦拘捕，由於兩人均表示受傷獲送院。 2008年10月5日晚上10時許，一對小姊弟弟在家中各拿燒烤叉互相格，期間弟弟手中的燒烤叉飛脫，直插胞姊臉部，父母召救護車，女童送院期間一直用手托住叉柄，神志清醒，但擔心因而破相。 2013年4月10日凌晨零時許，明星樓一個單位一對26歲及25歲情侶，因瑣碎事情發生爭執，並互相毆打。警方到場調查，兩人涉嫌襲擊被捕，同稱受傷送院治理。 2013年9月5日早上，健華樓一名男子遭妻子質問是否有「小三」，他聲稱「冇咁嘅事」，但仍未令妻子信服，竟激動爬窗跳樓以證清白，幸好妻子及時攬着制止，才不致釀成悲劇。 2017年5月4日早上11時半，健明邨明宙樓一名15歲少女，懷疑因為不開心，情緒激動反鎖寓所的房間內，並在現場的母親擔心女兒跳樓自殺，大驚下報警求助。救援人員到場後，發現少女在安全位置，經勸解後送院檢查。 2010年3月19日晚上，一名懷孕四個月少婦暫住娘家晚膳期間與母爭執，怒將20封「金牛利是」掟落梳化，惟反彈跌出窗外，兩萬元「奶粉錢」跌落街，好心街坊只檢獲三張金牛，事主報警求助，但反被警員指證據不足拒絕交還，更聲稱她掟錢落街有罪要拘捕，孕婦一度企圖跳樓及激暈送院，幸胎兒無受影響。不過警方行為引起其家人與街坊群起哄，40名警員到場增援，沒有人被捕。 2009年5月18日下午，邨內發生傷人案。一名屋村外判管理公司女職員，被一名不滿調遷手續，並索取金錢的男子割傷手部。警方接報到場拘捕男住客，傷者送往將軍澳醫院治理。 2010年4月26日早上8時許，三名清潔女工在明月樓對開垃圾房內，因有人被踩到腳觸發混戰，分別揮掃帚樹枝互打，三人受輕傷及被警員拘捕。同年8月12日，明宙樓對開發生傷人案，兩名分別56及61歲男子與一名44歲男子爭執，其中一名56歲男子最終傷重不治，另一名61歲男子手部受傷。警方改列作謀殺案處理。 2011年7月17日晚上9時許，明月樓對開的休憩公園有20多人集體毆鬥，初步消息指有4人受傷。警方接報到現場調查。 2013年2月5日晚上，觀塘警區多名反黑探員在健明邨拘捕一名被通緝的90後黑幫成員時遇反抗，疑犯與探員埋身肉搏，其中一名探員手指險被咬甩，另一名探員被人起飛腳踢傷。疑犯最後被制服，與兩名受傷探員分別送院治理。 2011年9月，邨內連續5日內發生2宗擲物事件，懷疑有身穿校服學生從多層停車場3樓，將一部惠康超市手推車掟落地下，幸沒有擊中途人，事後警方封鎖現場調查。有區議員指出，事件令居民人心惶惶，促請房署增撥資源，長期在邨內設「天眼」監察。到9月26日傍晚近6時，健暉樓附近的多層停車場，一部惠康超市的手推車被人從高處掟落地下，街坊望上停車場3樓，目睹4名身穿校服男生的背影，並慌忙地離開。警方接報封鎖現場，並在附近一帶搜索，但未有發現該4名男生，警方鑑證科將會在手推車掃取指模。 2015年5月11日，調景嶺健明邨健華樓發生高空墮物案件，一個衣架突然由大廈高處墮下，擊中民建聯一名女義工頭部，即時受傷流血，救護員為女傷者包紮後送院治理。西貢區議員陳繼偉表示，健明邨高空擲物情況嚴重，促請警方加強巡邏。 2018年12月，網上流傳照片指健明邨內有超市手推車掉到街上，呼籲居民要小心安全。西貢區區議員梁里表示邨內的高空擲物問題多年來仍未解決，應增加資源設置「天眼」。房署發言人表示，健明邨在2017年共錄得10多宗高空擲物投訴個案。 2010年12月14日，民建聯立法會議員劉江華及陳克勤位於調景嶺健明邨健華樓的議員辦事處、以及民主黨立法會議員劉慧卿位於健明邨健暉樓的議員辦事處，差不多在同一時間遭刑事毀壞，前者的冷氣機去水喉被割斷、門外海報被撕走、信箱被打凹，後者的信箱亦被打凹。雙方均已報警處理，未知兩宗案件是否有關。 2013年6月25日晚上六時許，健晴樓18樓一住戶突然無電力供應，其後通知管理公司派員維修時，發現走廊天花電線槽蓋失去一粒螺絲，遂拆下槽蓋查看，再發現一截水線被剪斷偷走，於是巡查其他樓層，證實16樓至20樓最少有5個電線槽內的水線被偷剪。警員調查後，暫時列為刑事毀壞案，但不排除水線被偷剪。 2015年6月12日，健暉樓多達30層的消防喉掣被偷。警方將案件列為盜竊案，並指有29個共值1萬4千5百元的消防喉掣不見，交由觀塘警區刑事調查隊跟進，暫無人被捕。有居民指在上月底發現消防喉鎖匙駁口位的銅疑被鋸斷。 2015年6月10日早上，多名保安員罷工並在邨內遊行，遊行至房署門外請願。批評在2014年10月屋邨轉換新管理公司後，約100名保安員工資減少超過300元，而工資一直未有任何調整。最終成功爭取加薪。 2006年2月17日傍晚，健曦樓一名無業漢昨午報稱，遭食物環境衛生署人員票控亂丟煙蒂，事主自稱清白，一怒攀出17樓寓所外牆簷篷危坐。消防員到場游說，事件擾攘約一個半小時才由警員勸服救下。街坊炮轟事主已是第六次「玩跳樓」，批評他浪費警力，更嚇壞小童。同年9月7日，明日樓一名婚姻失敗、獨力撫養6歲半大女兒的失婚婦人，前日三度向女友表示「見到污穢」，並託孤要求友人代為照顧女兒，然後於深夜時分，婦人在女兒面前跳樓喪生，女友趕至可惜來遲一步。婦人未有留下遺書，警方正調查她自殺原因。 2008年9月20日，一名就讀香港樹仁大學的男生昨午在調景嶺健明邨健曦樓住所跳樓，直墮樓下空地重傷，奄奄一息，送院搶救終告不治。他身上沒有遺書，但有消息指他為學業問題而輕生，警方對事件仍進行調查。 2011年9月30日凌晨2時許，健曦樓一單位，一名38已婚的男子，最近疑受感情問題煩擾，在單位內借酒澆愁，其後突然情緒激動，執起一把利刀猛割左手腕自殘，血流如注，其姓陳妻子赫見他滿手血，慌忙報警求救，並將他送院急救。 2013年4月26日傍晚近7時，一名38歲女子收到一名男友人透露尋死的短訊，擔心下到訪友人位於調景嶺健明邨明日樓的家中，發現友人昏迷床上，身旁更有一個炭爐。警員接報到場，證實男子經已死亡。同年5月24日，凌晨1時許，一名33歲男子，懷疑13歲女兒曾與人發生性行為，於是報警求助。警方到場調查，女童指稱今年二月與一名男子，兩人在調景嶺健明邨單位內發生性行為。警方正通緝該名年約18至20歲、身高大約1.7米、瘦身材的男子。 2013年8月4日，80後青年燒炭亡。死者姓余（二十四歲），並與家人同住調景嶺健明邨明域樓一單位。昨午五時許，余的姓周母親（五十一歲）返回寓所時，赫然發現兒子倒臥房中床上，昏迷不醒，旁邊遺有一盆燒炭，大驚失色，並向姓關女鄰居求助及報警。救護車接報到場，將途送院，經搶救後不治。現場並無檢獲遺書，死者輕生原因未明，警方正在進行調查。 2013年9月11日早上8時，一名17歲少女等候電梯期間，被一名年約20-30歲、身形肥胖、穿深綠色短袖上衣的男子非禮，色狼期後離去。警方接報到場調查，案件列作非禮處理，暫時無人被捕。 2013年10月8日，中午12時15分，調景嶺健明邨明宇樓一名男童，向社工表示，發現母親買了一包炭返家，恐怕有事發生，社工聞訊後報警。警員接報到場調查，看見女子安然無恙，將她帶回警署協助調查。惟女事主到警署後，並向警員表示其10多歲女兒失蹤，警方現正設法尋找。 2013年10月17日，下午近3時，調景嶺健明邨健晴樓一名93歲老婦，疑趁家人不察覺，用利刀敲爛玻璃窗，蹤身躍下，倒臥嶺光街對開空地，救護員到場證實她傷重死亡，警員調查得知事主生前患病，相信事件無可疑。 2014年1月31日，凌晨零時許踏入大年初一，一名29歲女子，從調景嶺健明邨健華樓高處墮下，倒臥一樓簷篷，當場證實死亡。警方到場調查後發現，死者獨居上址一單位，受情緒病困擾，同時留有遺書，認為事件無可疑。同年12月24日早上，調景嶺健明邨健曦樓，一名53歲姓李女子被發現倒卧廚房後昏迷，救護員到場證實死亡，警方調查後相信事件無可疑，死者死因有待驗屍確定。 2015年2月5日，調景嶺健明邨明宙樓一名年約60歲的退休公務員，疑因最近失眠而鬱鬱不歡，今早其胞姊致電給他開解，兩人因此爭執。至晚上7時許，其妻子返家時，赫見他在房內上吊自殺，救護員到場證實已氣絕身亡。警方在現場撿獲一封遺書，內容透露死者與胞姊爭執而不開心。同年5月23日下午近2時，健華樓一名年約60歲男子被人發現由高處墮下，重傷倒墮地下大門口對開位置，救護員到場將他送院，經搶救後證實不治。警方調查後相信案件無可疑，據悉死者有精神病紀錄。 2016年7月3日，調景嶺健明邨明域樓一名年約80多歲老翁，下午4時許，由大廈高處墮下，保安員循聲查看，發現老翁倒卧1樓平台，於是報警。救護員到場，證實老翁已死亡，遺體其後由仵工到場舁送殮房，警方正在場調查事件。據了解，死者與家人同住上址一中層單位，患有高血壓及糖尿病，近日因事腳部受傷，悶悶不樂。同年10月16日早上8時許，一名19歲女子被發現從明域樓高處墮下，警員及救護員接報趕至，經檢驗後證實女子當場死亡，警方調查後認為事件並無可疑，在場未有檢獲遺書，相信少女由家中客廳墮下。據悉，少女早前曾與家人爭執，隨後被發現墮樓身亡。 2018年1月24日下午3時許，健晴樓一名30餘歲男子由高處墮樓亡。救護員接報到場，經檢驗後證實男子頭爆肢折，當場身亡。同年3月22日早上6時許，警方接獲途人報案，指一名男子倒卧於健華樓對開，懷疑他從高處墮下。警員接報到場，將男子送院救治，他獲救時清醒，其後陷入昏迷。 2018年5月18日，有人在Facebook群組「將軍澳」留言，指在明星樓一間幼兒學校外，目擊一名身材異常矮小的可疑男子伏在學校窗外「偷睇小朋友訓教（瞓覺），仲要邊睇邊玩自己嘅性部位」，該名自稱是「學生仔」的目擊者，表示已經通知幼稚園，並提醒住在調景嶺或小朋友在調景嶺返學的家長要留意有關事件。他指學校已報警，亦通知管理公司，保安會在幼兒學校窗口外「簽簿」。 |